# Małżeństwo osób tej samej płci

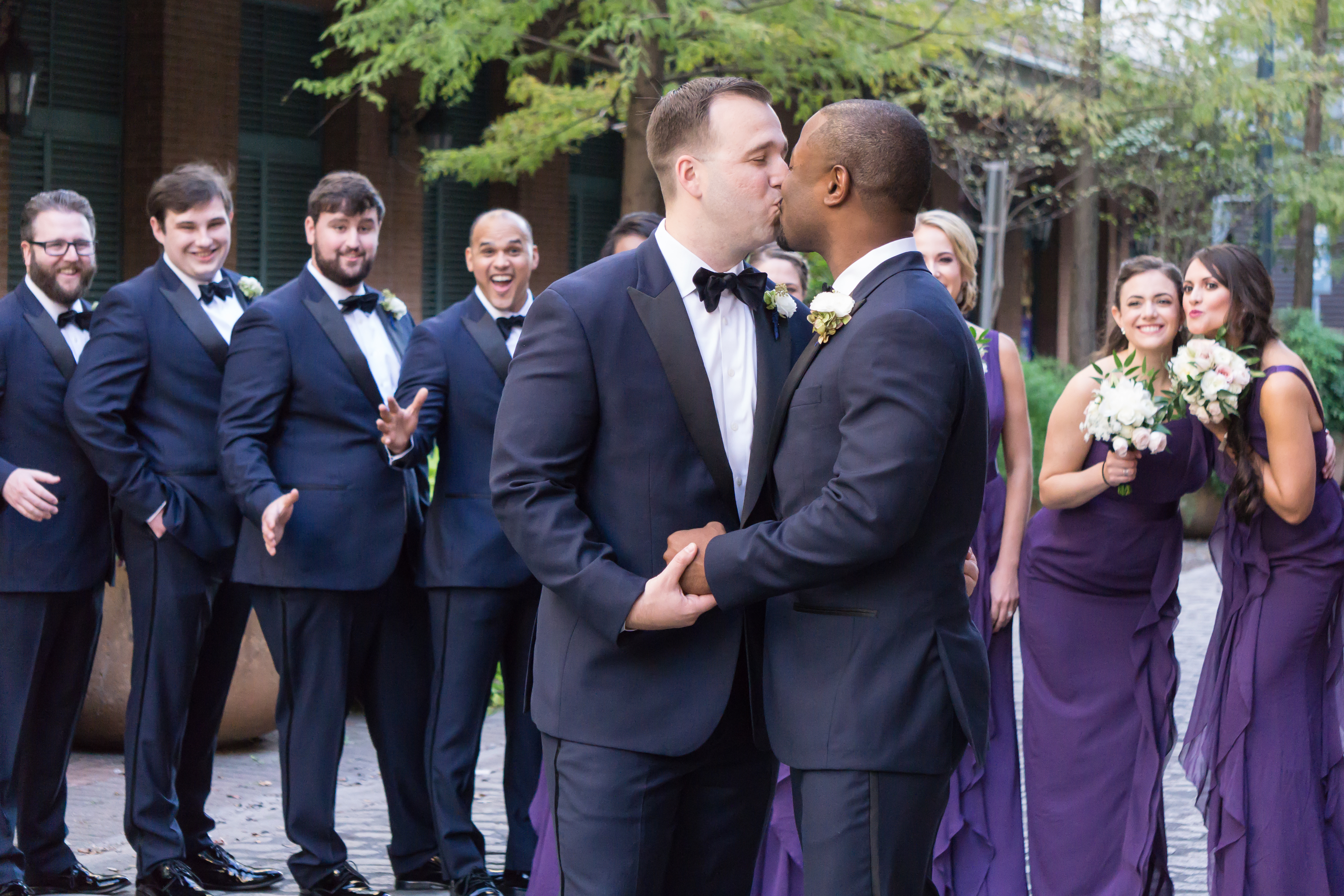
Pocałunek dwóch mężczyzn, w otoczeniu gości weselnych, podczas ślubu w 2017 roku w Nowym Orleanie

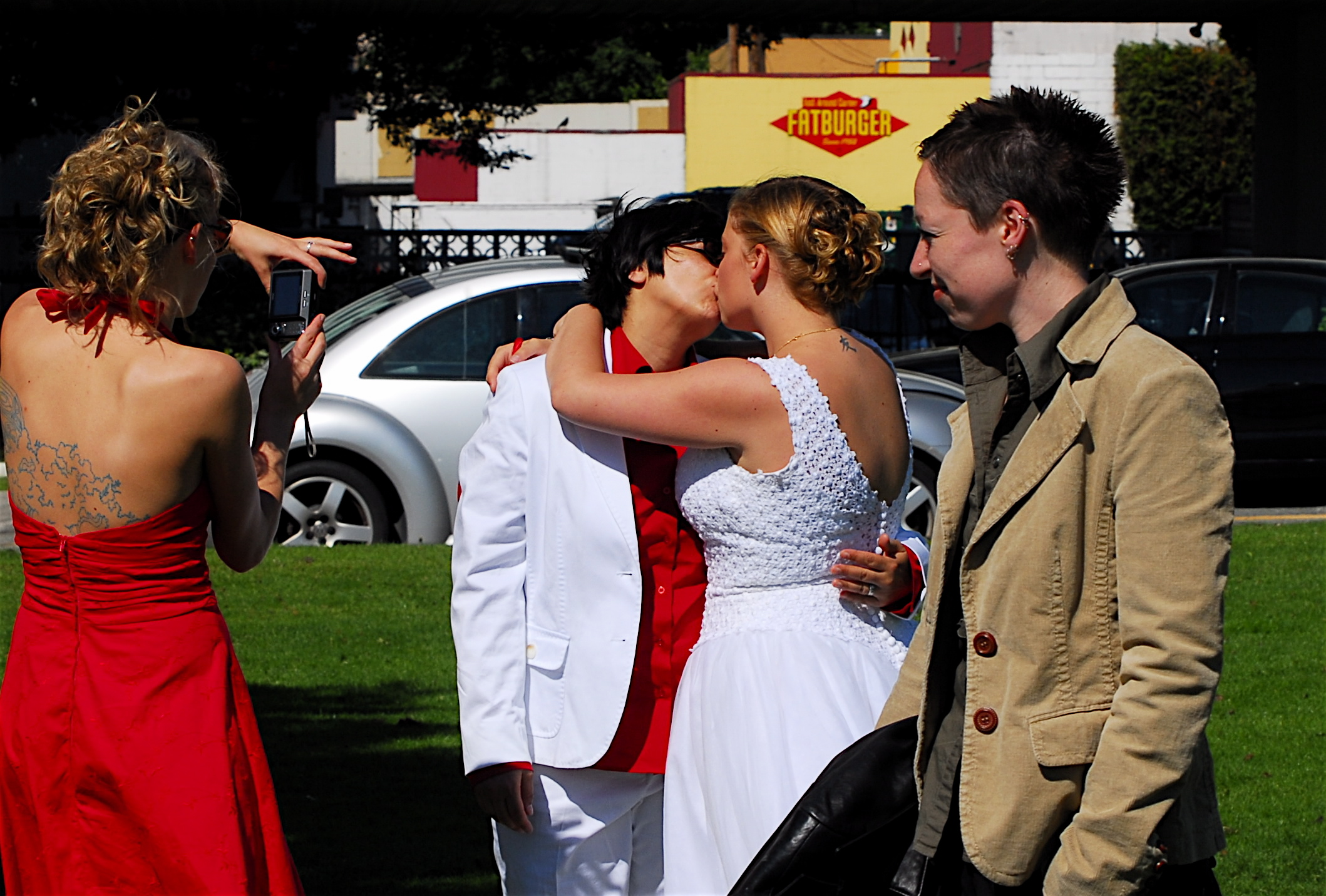
Małżeństwo dwóch lesbijek

Małżeństwo osób tej samej płci, małżeństwo homoseksualne, małżeństwo jednopłciowe – małżeństwo pomiędzy dwoma osobami tej samej płci. Zgodnie ze stanem na 2025 r. małżeństwa między osobami tej samej płci są legalnie zawierane i uznawane w 38 krajach o łącznej populacji 1,5 miliarda ludzi (20% światowej populacji). Najnowszym krajem, który zalegalizował małżeństwa osób tej samej płci, jest Tajlandia.
Małżeństwa osób tej samej płci są prawnie uznawane w zdecydowanej większości krajów rozwiniętych na świecie; wyjątkami są między innymi Włochy, Polska, Czechy, Słowacja, Litwa, Łotwa, Japonia, Korea Południowa i Singapur. Prawa do adopcji niekoniecznie są uwzględnione, choć większość państw uznających małżeństwa osób tej samej płci zezwala tym parom na adopcję, na takich samych zasadach jak innym małżeństwom.
Wprowadzanie małżeństw osób tej samej płci (również tzw. równości małżeńskiej) miało różny przebieg w zależności od kraju. Dokonano tego poprzez zmiany legislacyjne w prawie małżeńskim, orzeczenia sądowe bazujące na konstytucyjnej gwarancji równości, poprzez uznanie, że zezwala na to istniejące prawo małżeńskie, lub dzięki bezpośredniemu głosowaniu powszechnemu (poprzez referendum lub z inicjatywy obywatelskiej). Uznawanie małżeństw osób tej samej płci uważane jest za prawo człowieka i prawo obywatelskie, a także za kwestię polityczną, społeczną i religijną. Wśród głównych zwolenników małżeństw osób tej samej płci są organizacje działające na rzecz praw człowieka i praw obywatelskich oraz środowiska medyczne i naukowe, podczas gdy głównymi przeciwnikami są grupy fundamentalistów religijnych. Sondaże konsekwentnie wskazują na stale rosnące poparcie dla uznawania małżeństw osób tej samej płci we wszystkich rozwiniętych krajach demokratycznych oraz w niektórych krajach rozwijających się.
Badania naukowe pokazują, że małżeństwo poprawia dobrostan finansowy, psychiczny i fizyczny osób homoseksualnych, a dzieci rodziców tej samej płci czerpią korzyści z bycia wychowywanymi przez pary tej samej płci w ramach związku małżeńskiego, który jest uznawany przez prawo i wspierany przez instytucje społeczne. Nie powoduje to jednocześnie żadnych szkód dla instytucji małżeństwa zawieranego przez osoby heteroseksualne. Badania socjologiczne wskazują, że wykluczenie par tej samej płci z możliwości zawierania małżeństw prowadzi do stygmatyzacji i publicznej dyskryminacji gejów i lesbijek, jednocześnie odrzucając pogląd, jakoby cywilizacja lub trwały porządek społeczny uzależnione były od ograniczenia małżeństw do osób heteroseksualnych.

## Zarys historyczny
Łatwo dostępne małżeństwa osób tej samej płci
     Prawo lub nakaz sądowy do wdrożenia małżeństw osób tej samej płci, które nie weszły jeszcze w życie
     Pełne uznanie małżeństw osób tej samej płci podjętych w niektórych zagranicznych jurysdykcjach
     Zarejestrowane związki partnerskie lub związki cywilne
     Ograniczone uznanie związków jednopłciowych (konkubinat)
     Ograniczone uznawanie małżeństw osób tej samej płci za granicą (prawa pobytu)
     Kraj podlegający międzynarodowemu orzeczeniu sądu
     Związki osób tej samej płci nie są prawnie uznawane

Sytuacja prawna małżeństw osób tej samej płci na świecie
Łatwo dostępne małżeństwa osób tej samej płci
Prawo lub nakaz sądowy do wdrożenia małżeństw osób tej samej płci, które nie weszły jeszcze w życie
Pełne uznanie małżeństw osób tej samej płci podjętych w niektórych zagranicznych jurysdykcjach
Zarejestrowane związki partnerskie lub związki cywilne
Ograniczone uznanie związków jednopłciowych (konkubinat)
Ograniczone uznawanie małżeństw osób tej samej płci za granicą (prawa pobytu)
Kraj podlegający międzynarodowemu orzeczeniu sądu
Związki osób tej samej płci nie są prawnie uznawane

Termin „homoseksualizm” pochodzi z XIX wieku, jednak historia związków osób tej samej płci, jak i samego homoseksualizmu, sięga początków ludzkości. Stosunek społeczeństwa do homoseksualizmu i formalnych związków par jednopłciowych zależy od miejsca i czasów – począwszy od pełnej akceptacji i integracji, poprzez neutralność i tolerancję, po nieuznawanie, dyskryminację, prześladowanie i fizyczną eksterminację. Jedne z najstarszych nawiązań do homoseksualizmu sięgają czasów prehistorycznych.
Według badań historycznych Johna Boswella, związki tej samej płci zawierano formalnie w doryckiej Krecie (VII wiek p.n.e.), starożytnym Rzymie i w pierwszych wspólnotach chrześcijańskich. John Boswell w swojej książce Same-Sex Unions in Premodern Europe opisał adelphopoiesis jako formę małżeństwa homoseksualnego. Jego interpretacja została skrytykowana przez innych naukowców.
Wraz z rosnącymi problemami ekonomicznymi i politycznymi niektóre mniejszości etniczne lub społeczne stawały się celem ataków dla cesarstwa rzymskiego i bizantyjskiego. Również wzrost wpływu chrześcijaństwa zmienił postrzeganie społeczne na związki homoseksualne z akceptacji w prześladowanie. W 342 roku Konstancjusz II wraz z Konstansem zakazali zawierania małżeństw pomiędzy osobami tej samej płci i egzekucję osób pozostających w nim osobom.
W Hiszpanii najstarszym udokumentowanym małżeństwem osób tej samej płci jest małżeństwo Pedro Díaz i Muño Vandilaz w galicyjskiej gminie Rairiz de Veiga 16 kwietnia 1061. Zostali oni sobie poślubieni przez księdza w małej kaplicy, ale dokumenty ich małżeństwa odnaleziono w Klasztorze San Salvador de Celanova. Małżeństwo wcześniej uznawane za pierwsze było małżeństwem dwóch kobiet w A Coruña, również w Galicji. Marcela Gracia Ibeas i Elisa Sanchez Loriga zawarły małżeństwo, podając się za kobietę i mężczyznę. Chociaż ksiądz ostatecznie zdał sobie sprawę z mistyfikacji, ich małżeństwo nie było jednak nigdy anulowane.
Prof. Gary Ferguson z University of Virginia natknął się na tekst autorstwa Michel de Montaigne, który opisał dwie historie małżeństw osób tej samej płci ze wschodniej Francji i Rzymu, wspomniane w jego książce Same-Sex Marriage in Renaissance Rome: Sexuality, Identity, and Community in Renaissance Rome.
W czasach wiktoriańskich w Wielkiej Brytanii oraz USA wobec kobiet żyjących razem w przyjaźni przez całe życie, używano nazwy „bostońskie małżeństwo”. Związki nie miały zwykle charakteru seksualnego, jednak część z nich była związkami romantycznymi, np. panie z Llangollen i inne pary.
Koncepcja małżeństw osób tej samej płci powróciła po wydarzeniach Stonewall (1969), początkowo na gruncie religijnym, następnie jako przedmiot rozstrzygnięć sądowych. Pierwszy publiczny ślub osób tej samej płci został przeprowadzony przez Troya Perry’ego, twórcę Metropolitarnej Wspólnoty Kościelnej, w USA w 1969. Małżeństwo nie miało mocy prawnej. W 1970 Metropolitalna Wspólnota Kościelna wszczęła pierwszy na świecie proces sądowy mający na celu zalegalizowanie małżeństw osób tej samej płci. Proces został przegrany, podobnie jak inne, inicjowane następnie przez pary jednopłciowe. Przykładowo wymienić można sprawy: Baker vs Nelson (Minnesota, 1971), gdzie para homoseksualna dowodziła, że brak możliwości zawarcia przez nią związku małżeńskiego jest sprzeczny z konstytucyjną zasadą równego traktowania. W procesie Jones vs Hallahan (Kentucky, 1973) żeńska para argumentowała, iż brak legalizacji małżeństw jednopłciowych zaprzecza prawu wolności praktykowania przez nią religii. W sprawie „Horton vs Timmers” (Ohio, 1975) sąd stwierdził, że małżeństwo musi składać się z osób przeciwnej płci. Podobne sprawy rozpatrywały również europejskie sądy, np. w 1987 w Katalonii proces wszczęła para gejów. Od powyższych rozstrzygnięć różniły się wyroki sądu w Holandii (1988 i 1989), który odmówił rozstrzygnięcia, czy prawa człowieka zostały naruszone i orzekł, iż uchylenie dyskryminujących przepisów leży w gestii Stanów Generalnych.
Pierwszym nowożytnym państwem, które zalegalizowało małżeństwa osób tej samej płci, była Holandia, a doszło do tego 1 kwietnia 2001.

## Stan obecny

### Status prawny

#### Uznanie
Państwa i jednostki terytorialne, w których zawierane i uznawane są małżeństwa osób tej samej płci (chronologicznie):
- -  Holandia (2001)[30]
    - Holandia Karaibska:(2012)
    -  Bonaire, (2012)
    -  Saba (2012)
    -  Sint Eustatius (2012)[31]
    -  Aruba (2024)
    -  Curaçao (2024)[32]
- Belgia (2003)[33]
- Hiszpania (2005)[34]
- Kanada (2005)[35]
- Południowa Afryka (2006)[36]
- Norwegia (2009)[37]
- Szwecja (2009)[38]
- Meksyk (wszystkie 31 stanów i dystrykt federalny zalegalizowały równość małżeńską w latach 2010-2022)
  -  Meksyk (2010)[39]
  -  Quintana Roo (2012)[40]
  -  Coahuila (2014)[41]
  -  Chihuahua (2015)[42]
  -  Nayarit (2015)[43]
  -  Jalisco (2016)[44]
  -  Campeche (2016)[45]
  -  Colima (2016)[46]
  -  Michoacán (2016)[47]
  -  Morelos (2016)[48]
  -  Chiapas (2017)[49]
  -  Puebla (2017)[50]
  -  Kalifornia Dolna (2017)[51]
  -  Oaxaca (2018)[52]
  -  Nuevo León (2019)[53]
  -  Aguascalientes (2019)[54]
  -  San Luis Potosí (2019)[55]
  -  Hidalgo (2019)[56]
  -  Kalifornia Dolna Południowa (2019)[57]
  -  Tlaxcala (2020)[58]
  -  Sinaloa (2021)[59]
  -  Sonora (2021)[60]
  -  Querétaro (2021)[61]
  -  Guanajuato (2021)[62]
  -  Zacatecas (2021)[63]
  -  Jukatan (2022)[64]
  -  Veracruz (2022)[65]
  -  Durango (2022)[66]
  -  Tabasco (2022)[67]
  -  Meksyk (2022)[68]
  -  Tamaulipas (2022)[69]
  -  Guerrero (2022)[70]
- Portugalia (2010)[71]
- Islandia (2010)[72]
- Argentyna (2010)[73]
- Dania (2012)[74][75]
  -  Grenlandia (2016)[76]
  -  Wyspy Owcze (2017)[77]
- Brazylia (2013)[78]
- Francja (2013)[79]
- Urugwaj (2013)[80]
- Nowa Zelandia (2013)[81]
- Wielka Brytania
  - kraje składowe (4/4):
    -  Anglia i  Walia (2014)[82][83]
    -  Szkocja (2014)[84]
    -  Irlandia Północna (2020)[85]

  - dependencje (3/3):
    -  Wyspa Man (2016)[86]
    -  Guernsey (2017)[87],  Alderney (2018)[88] i  Sark (2020)[89]
    -  Jersey (2018)[90]

  - terytoria zamorskie (9/14):
    -  Akrotiri i Dhekelia (2014)[91]
    -  Brytyjskie Terytorium Oceanu Indyjskiego (2014)[92]
    -  Georgia Południowa i Sandwich Południowy (2014)[93]
    -  Pitcairn (2015)[94]
    -  Brytyjskie Terytorium Antarktyczne (2016)[95]
    -  Gibraltar (2016)[96]
    -  Wyspa Świętej Heleny,  Wyspa Wniebowstąpienia i  Tristan da Cunha (2017)[97]
    -  Falklandy (2017)[98]
    -  Bermudy (2018)[99]
- Luksemburg (2015)[100]
- Irlandia (2015)[101][102]
- Stany Zjednoczone (35 stanów i DC w latach 2004–2015, od 2015 na poziomie federalnym)
  -  Guam (2015)[103]
  -  Portoryko (2015)[104][105]
  -  Wyspy Dziewicze Stanów Zjednoczonych (2015)[106]
  -  Mariany Północne (2015)[107]
- Kolumbia (2016)[108]
- Finlandia (2017)[109]
- Malta (2017)[110]
- Niemcy (2017)[111]
- Australia (2017)[112]
- Austria (2019)[113]
- Tajwan (2019)[114]
- Ekwador (2019)[115]
- Kostaryka (2020)[116]
- Chile (2022)[117]
- Szwajcaria (2022)[118]
- Słowenia (2022)[119]
- Kuba (2022)[120]
- Andora (2023)[121]
- Estonia (2024)[122]
- Grecja (2024)[123]
- Nepal (2024)[124][125]
- Liechtenstein (2025)[126]
- Tajlandia (2025)[127]

#### Honorowanie

##### Kraje
W następujących państwach małżeństwa osób tej samej płci nie są zawierane, lecz są uznawane:
- Izrael (2006)
- Królestwo Niderlandów 
  -  Sint Maarten (2007) – tylko małżeństwa zawarte na terytorium Holandii
- Armenia (2017)[128] – małżeństwa zawarte w jurysdykcji, gdzie małżeństwa osób tej samej płci są legalne, są ważne również w Armenii

#### Zawieranie za granicą
Niektóre kraje dają możliwość zawarcia małżeństwa parom, które nie mieszkają na jego terytorium i nie mają jego obywatelstwa. Do tych krajów zaliczają się między innymi:
- Dania
- Norwegia
- Wielka Brytania

Związek małżeński zawarty w tych krajach jest nieuznawany w kraju pochodzenia, jeśli w jego systemie prawnym nie jest uznawany.

#### Konstytucyjne ograniczenia
Na świecie większość państw nie uznaje małżeństw osób tej samej płci, jednak niektóre jednoznacznie ich zakazują. Europejskie kraje, w których konstytucja ogranicza małżeństwo do par przeciwnej płci (przy czym Chorwacja i Węgry uznają rejestrowane związki partnerskie):
- Białoruś
- Bułgaria
- Chorwacja*
- Czarnogóra
- Gruzja
- Litwa
- Łotwa
- Mołdawia
- Rosja
- Serbia
- Słowacja
- Ukraina
- Węgry*

### Prawo międzynarodowe i krajowe a małżeństwo osób tej samej płci

#### Umowy międzynarodowe i orzecznictwo organów międzynarodowych
Europejska konwencja praw człowieka w art. 12 głosi Mężczyźni i kobiety w wieku małżeńskim mają prawo do zawarcia małżeństwa i założenia rodziny zgodnie z ustawami krajowymi regulującymi korzystanie z tego prawa. Europejski Trybunał Praw Człowieka kilkakrotnie orzekał, że art. 12 obejmuje wyłącznie związek heteroseksualny. W sprawie Schalk i Kopf przeciw Austrii z 24 czerwca 2010 Trybunał uznał, że państwo może zalegalizować zawieranie związków jednopłciowych, lecz nie jest do tego zobowiązane, podobnie orzekł w sprawie Gas i Dubois przeciwko Francji 15 marca 2012, Heli Hämäläinen przeciwko Finlandii 16 lipca 2014, Chapin i Charpentier przeciw Francji 9 czerwca 2016, Orlandi i inni przeciwko Włochom 14 grudnia 2017.
Międzynarodowy Pakt Praw Obywatelskich i Politycznych głosi w art. 23 Rodzina jest naturalną i podstawową komórką społeczeństwa i ma prawo do ochrony ze strony społeczeństwa i Państwa. Uznaje się prawo mężczyzn i kobiet w wieku małżeńskim do zawarcia małżeństwa i założenia rodziny. Żaden związek małżeński nie może być zawarty bez swobodnie wyrażonej i pełnej zgody przyszłych małżonków.
Komitet Praw Człowieka 17 lipca 2002 w sprawie Joslin i inne przeciw Nowej Zelandii orzekł, że art. 23 za małżeństwo uznaje wyłącznie związek mężczyzny i kobiety.
Karta Praw Podstawowych w art. 9 określenie małżeństwa pozostawia uznaniu państw: Prawo do zawarcia małżeństwa i prawo do założenia rodziny są gwarantowane zgodnie z ustawami krajowymi regulującymi korzystanie z tych praw.
Trybunał Sprawiedliwości Unii Europejskiej 5 czerwca 2018 w sprawie Coman i inni przeciw Rumunii orzekł: obowiązek uznania przez państwo członkowskie, wyłącznie do celów przyznania pochodnego prawa pobytu obywatelowi państwa nienależącego do Unii, małżeństwa jednopłciowego zawartego w jednym z państw członkowskich zgodnie z prawem tego państwa, nie ma wpływu na instytucję małżeństwa w pierwszym państwie członkowskim. W szczególności obowiązek ten nie oznacza, by państwo członkowskie było zobowiązane do wprowadzenia w swoim prawie krajowym instytucji małżeństwa jednopłciowego.

#### Rezolucje międzynarodowe
12 marca 2015 Parlament Europejski przyjął rezolucję uznającą prawo osób homoseksualnych do małżeństwa jako prawo obywatelskie i prawo człowieka. Uchwałę poparło 100% obecnych delegatów Łotwy, Luksemburga i Szwecji oraz większość delegatów Belgii, Bułgarii, Estonii, Finlandii, Rumunii, Hiszpanii, Holandii, Portugalii, Danii, Niemiec, Francji i Włoch.

#### Konstytucje państw
W niektórych krajach Konstytucje odnoszą się do małżeństw osób tej samej płci, jednak niektóre nie wspominają o nich w ogóle albo nie zabraniają ich zawierania.

##### Irlandia
Konstytucja Irlandii (art. 41 paragraf 4) głosi, iż małżeństwo może zostać zawarte zgodnie z prawem przez dwie osoby bez względu na ich płeć (ang. Marriage may be contracted in accordance with law by two persons without distinction as to their sex; irl. Féadfaidh beirt, gan beann ar a ngnéas, conradh pósta a dhéanamh de réir dlí).

##### Polska
Konstytucja Polski milczy o małżeństwach osób tej samej płci. Wspomina ona jedynie o małżeństwie jako związku kobiety i mężczyzny będącym „pod ochroną i opieką Rzeczypospolitej Polskiej”, jednak nie zabrania wprost uznania małżeństw osób tej samej płci. Przepis ten jest w większości interpretowany jako uniemożliwiający wprowadzenie do polskiego prawa małżeństw dla par jednopłciowych, a także związków partnerskich. Dla polskich urzędów oraz sądów jest on także podstawą do odmowy wydania zaświadczenia o braku przeszkód dla zawarcia związku małżeńskiego w przypadku, gdy polski obywatel chce zawrzeć taki związek poza granicami Polski z osobą tej samej płci.

Art. 18.
Małżeństwo jako związek kobiety i mężczyzny, rodzina, macierzyństwo i rodzicielstwo znajdują się pod ochroną i opieką Rzeczypospolitej Polskiej.

Zgodnie z intencją ustawodawcy, wprowadzenie przepisu definiującego małżeństwo jako związek kobiety i mężczyzny do art. 18 Konstytucji RP, miało potwierdzić heteroseksualność małżeństwa i definitywnie zapobiec próbom wprowadzenia małżeństw jednopłciowych.

Rozumiem, że chodzi o to, by wykluczyć inne małżeństwa niż związek kobiety i mężczyzny. Czy jednak inny związek mógłby być nazwany małżeństwem? Jest to bowiem pojęcie zastane, funkcjonujące w kulturze prawnej od czasów rzymskich. Jeśli więc trzymać się pojęć zastanych, to nie sądzę, aby mogło być małżeństwo inne niż między mężczyzną a kobietą.

8 stycznia 2019 roku Wojewódzki Sąd Administracyjny w Warszawie oddalając skargę w sprawie odmowy transkrypcji małżeństwa jednopłciowego zawartego za granicą uznał, że:
treść art. 18 Konstytucji nie mogłaby stanowić samoistnej przeszkody do dokonania transkrypcji zagranicznego aktu małżeństwa, gdyby w porządku krajowym instytucja małżeństwa jako związku osób tej samej płci była przewidziana. Powyższy przepis nie zabrania przy tym ustawodawcy, by ten mocą ustaw zwykłych zinstytucjonalizował status związków jednopłciowych lub też różnopłciowych, które z sobie wiadomych przyczyn nie chcą zawrzeć małżeństwa w jego tradycyjnym rozumieniu.
2 grudnia 2019 r. Naczelny Sąd Administracyjny w składzie 7 sędziów orzekł, ze polskie prawo

nie dopuszcza transkrypcji zagranicznego aktu urodzenia dziecka, w którym jako rodzice wpisane są osoby tej samej płci.

Europejski Trybunał Praw Człowieka w Strasburgu przyjął skargi kilku par jednopłciowych, które zakwestionowały legalność praktyk polskich władz, np. Andersen v. Polska.
W Polsce, zgodnie z art. 1 Kodeksu rodzinnego i opiekuńczego, małżeństwo może zawrzeć jedynie kobieta i mężczyzna. Kodeks cywilny i Kodeks rodzinny i opiekuńczy nie zawierają żadnego postanowienia odnoszącego się do związków cywilnych innych niż małżeństwo kobiety i mężczyzny.

## Debaty nad uznaniem
Zasugerowano, aby ta sekcja została przeniesiona do artykułu Debata nad uznaniem małżeństw jednopłciowych. (dyskusja)

### Kraje
Według stanu na wrzesień 2024 roku debata nad uznaniem lub zawieraniem małżeństw osób tej samej płci toczyła się w następujących krajach (z komentarzem dotyczącym danego kraju):
- Albania[150]
- Armenia – w 2017 roku Ministerstwo Sprawiedliwości ogłosiło, że małżeństwa osób tej samej płci zawarte za granicą są ważne na terenie kraju[151]
- Barbados[152]
- Boliwia[152]
- Bułgaria[153]
- Chiny[154]
  -  Hongkong – wiza małżeńska oferowana parom jednopłciowym po wyroku sądu z lipca 2018 roku[155]
- Cypr[156]
- Czarnogóra[157]
- Czechy – ustawa o małżeństwach złożona w czerwcu 2018 roku, rząd i premier Babiš wyrazili swoje poparcie[158]
- Dominikana[152]
- Filipiny[159]
- Gwatemala[152]
- Haiti[152]
- Honduras[152]
- Indie[160]
- Izrael[161]
- Japonia – w czerwcu 2019 roku partie opozycyjne złożyły do parlamentu ustawę o małżeństwach[162][163]
- Kambodża[164]
- Litwa[165]
- Łotwa[166]
- Nikaragua[167]
- Panama[168]
- Paragwaj[167]
- Peru[169]
- Polska[170][171][172] – na równi z debatą o związkach partnerskich[173][174][175][176][177] oraz debatą na temat zaświadczeń USC[178][179] (wymaganych w wielu krajach do zawarcia małżeństwa)[180]
- Rumunia[181]
- Salwador[182]
- Słowacja[183]
- Surinam[167]
- Turcja[184]
- Ukraina[185]
- Wenezuela[186]
- Wielka Brytania
  -  Kajmany – zalegalizowane wyrokiem sądu z marca 2019 roku, ale wyrok został wstrzymany z powodu apelacji lokalnych władz, która zostanie rozpatrzona w sierpniu 2019 roku[187]
- Wietnam[188]
- Włochy[189] – małżeństwa zawarte za granicą są honorowane, ale w kraju nie ma możliwości zawierania go

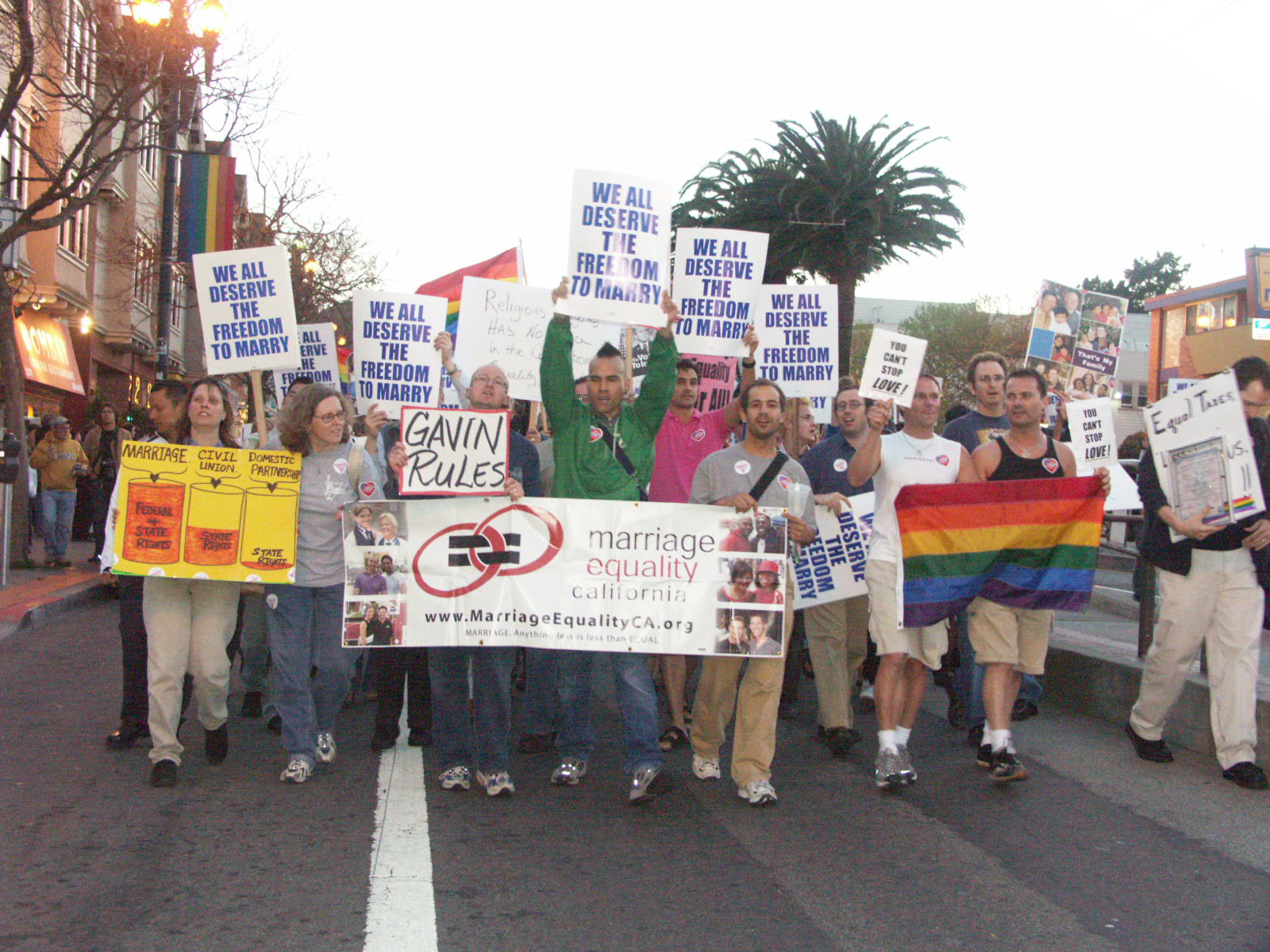
Marsz poparcia małżeństw osób tej samej płci w San Francisco w 2004

### Argumenty za
Stanowisko zwolenników równouprawnienia mniejszości seksualnych opiera się na założeniu, że każdy człowiek ma prawo do miłości, jak też do samodzielnego wyboru obiektu miłości. Ustanawiana przez państwo instytucja małżeństwa nie powinna być ograniczana przez wpływy ideologiczno-religijne, lecz musi uwzględniać potrzeby wszystkich obywateli – również homoseksualnych. Zwolennicy równouprawnienia zwracają uwagę na fakt, że małżeństwo zawarte w sensie religijnym może różnić się od małżeństwa zawartego w sensie cywilnym – utożsamianie tych dwóch zazwyczaj różnych bytów małżeństwa, zdaniem niektórych osób, jest główną przyczyną niechęci wobec małżeństw osób tej samej płci. Inną przyczyną niechęci względem równouprawnienia mniejszości seksualnych jest brak wiedzy seksuologicznej i powszechnie panujące homofobiczne uprzedzenie.

#### Argument prawa do założenia rodziny
Zwolennicy twierdzą, że również pary osób tej samej płci, pomimo ograniczonej możliwości zrodzenia wspólnego potomstwa, są w stanie wychowywać wspólnie dzieci (np. jednego z małżonków lub adoptowane – zobacz więcej: Rodzicielstwo LGBT). Tym samym uważają, że związek osób tej samej płci może pełnić funkcje wychowawcze jak małżeństwo osób heteroseksualnych. Jednocześnie zwraca się uwagę na małżeństwa osób przeciwnej płci, które pozostają bezdzietne (z wyboru lub powodów biologicznych), a więc nie służą prokreacji.

#### Argument równouprawnienia
Zwolennicy umożliwienia zawierania małżeństw parom tej samej płci uważają, iż orientacja seksualna nie powinna ograniczać praw obywateli lub dyskryminować ich. Zwolennicy uważają, że związki osób tej samej płci powinny być uznane, w tym samym lub podobnym stopniu, co związki osób różnej płci. Odmawianie prawa do zawarcia małżeństwa stygmatyzuje rodziny osób jednopłciowych jako gorsze i wysyła wiadomość społeczeństwu, że ich dyskryminacja miałaby być uzasadniona.

#### Argument natury małżeństwa i jego ewolucji
W opinii Sądu Najwyższego USA wydanej przy okazji uniwersalnego uznania małżeństw osób tej samej płci w Stanach Zjednoczonych sędziowie wskazali na fakt, iż naturą małżeństwa jest to, że przez trwałą więź małżeństwa, dwie osoby odnajdują inne wolności, takie jak wolność ekspresji, intymności i duchowości. Tak jest w przypadku wszystkich ludzi, niezależnie od ich orientacji seksualnej. Sąd zwrócił też uwagę na fakt, że małżeństwo cechuje się historią ciągłości i zmiany, ewoluując przez związek z powodów politycznych, finansowych czy religijnych, zdominowany przez mężczyzn, do związku ludzi opartego o wolną wolę.

#### Argumenty etyczne i pomyślności obywateli
Ich zdaniem, niechęć względem prawnego uznania związków tej samej płci prowadzi do trwałego poczucia wykluczenia i napiętnowania mniejszości seksualnych, jak i tych, którzy są uważani o bycie członkami mniejszości seksualnej. Psychologowie aktywnie wspierają równouprawnienie osób homoseksualnych i heteroseksualnych. Swoją postawę opierają na wynikach badań, które stwierdzają brak różnic między jakością związków tworzonych przez osoby homoseksualne i heteroseksualne, zdolnością do wychowywania dzieci przez te osoby, jak i brak różnic w ich zdrowiu psychicznym. Sąd Najwyższy USA odniósł się do kwestii ochrony obywateli LGBT stwierdził, iż naturą niesprawiedliwości jest to, że nie zawsze możemy ją zobaczyć w czasach, w których żyjemy.

#### Argument praktycznych problemów
Zdaniem zwolenników potrzebne jest uregulowanie wielu kwestii, z którymi często spotykają się pary jednopłciowe. Mowa jest tu o takich prawach i obowiązkach jak:
- automatyczna wspólnota majątkowa między partnerami,
- prawo do odwiedzin w szpitalu chorego partnera lub partnerki oraz informacji o jego lub jej stanie zdrowia,
- prawo do otrzymania dokumentacji o stanie zdrowia partnera lub partnerki,
- prawo o decydowaniu w kwestii dalszego leczenia partnera lub partnerki w przypadku ciężkiej choroby,
- prawo do odbioru korespondencji partnera lub partnerki,
- prawo do odbioru wynagrodzenia za pracę partnera lub partnerki,
- prawo do wspólnego opodatkowania partnerów lub partnerek,
- prawo do ubiegania się wspólnie o przyznanie kredytu,
- obowiązek alimentacyjny,
- prawo do renty bądź emerytury po zmarłym partnerze lub partnerce,
- prawo do odmowy składania zeznań przeciwko partnerowi lub partnerce,
- prawo do dziedziczenia ustawowego po zmarłym partnerze lub partnerce,
- prawo do organizowania pochówku partnera lub partnerki,
- prawo do reprezentacji partnera lub partnerki, np. przy wypożyczaniu książek i rezerwacji biletów,
- prawo do wspólnego najmu: w razie śmierci jednego z partnerów lub jednej z partnerek, żyjący partner lub partnerka mogą przejąć najem,
- prawo do bycia traktowanymi jako osoby spokrewnione więzami emocjonalnymi.

Niektóre z tych praw, które przysługują stabilnym związkom osób różnej płci teoretycznie mogłyby być rozwiązane dzięki umowom prawnym i notarialnym, lecz w praktyce te umowy są skomplikowane, drogie, czasochłonne i nie bywają zwykle honorowane, a ich moc prawna jest bardzo ograniczona

#### Argumenty ekonomiczne
Stephen McIntyre, wiceprezes i irlandzki dyrektor zarządzający Twittera kwietniu 2015 przedstawił trzy powody dlaczego firmy powinny poprzeć małżeństwa dla osób tej samej płci w zbliżającym się wtedy referendum w tej sprawie:

Po pierwsze, ludzie, którzy mogą być sobą, osiągają lepsze wyniki w dłuższej perspektywie czasowej. Po drugie, do organizacji przyciągani są utalentowani pracownicy, którzy doceniają różnorodność, otwartość i równość. Wreszcie, głosowanie na »tak« poprawi międzynarodowy wizerunek Irlandii jako dobrego miejsca do prowadzenia działalności gospodarczej

##### Korzyści dla obywateli
Osoby LGBT jako obywatele swoich krajów, i na ich rzecz płacący podatki, powinny być traktowane w adekwatny sposób do osób heteroseksualnych. Wiele z formalności teoretycznie rozwiązałby notariusz, jednak te deklaracje są relatywnie drogie i często bezwartościowe (pozbawione mocy prawnej lub niehonorowane). Są one także związane z wysokimi opłatami bądź podatkiem, z których zwolnieni są małżonkowie, bez względu na to czy posiadają potomstwo, czy nie.

##### Korzyści dla kraju
Według Richarda Floridy wysoki poziom tolerancji przyciąga ludzi twórczych oraz umożliwia im publiczne funkcjonowanie. Amerykański ekonomista posługuje się wskaźnikiem nazywanym „Gay Index”, czyli odsetkiem osób jawnie deklarujących orientację homoseksualną. W miastach gdzie poziom tolerancji jest wyższy rozwój nauki i przemysłu jest większy. Wyższy jest też poziom turystyki i przychodów z podatku, w związku z imigracją osób LGBT do tych miejsc Poseł Robert Biedroń ostrzegł, że wiele osób homoseksualnych emigruje z Polski z powodu dyskryminacji przez polski system prawny, przez co Polska traci obywateli i kapitał ludzki. Pamela Sposito w swoim badaniu polskiej emigracji potwierdziła, że homofobia w Polsce jest jednym z głównych przyczyn emigracji z Polski wśród osób homoseksualnych.

#### Argumenty religijne

##### Ideologiczne
Religijni zwolennicy wprowadzenia związków partnerskich twierdzą, że podstawowym celem małżeństwa jest stworzenie społecznej i prawnej platformy dla wzajemnej miłości i wzajemnego wsparcia małżonków. Funkcje rodzicielskie i wychowawcze w małżeństwie lub są dobrowolne i zazwyczaj nie obejmują całego okresu trwania małżeństwa, a prawa jakie posiadają małżonkowie w większości nie zależą od faktu posiadania dzieci.

##### Poparcie kościołów i wiernych
Kościoły państwowe m.in.: Danii, Holandii, Islandii, Szwecji, USA i Kanady błogosławią małżeństwa zarówno tej samej, jak i różnej płci. Zwiększa się też akceptacja wspólnot religijnych wobec osób homoseksualnych, np. w Stanach Zjednoczonych wzrosło ono w latach 2006–2012 z 37 do 48% w stosunku do członków wspólnot i z 18% do 26% w stosunku do duchownych. Poziom poparcia dla małżeństw osób tej samej płci rośnie wśród wyznawców religii, np. 70% katolików w USA popiera małżeństwa osób tej samej płci, przy czym młodsi (18–29) członkowie kościoła są statystycznie bardziej otwarci na tę ideę (85%), niż osoby powyżej 65 roku życia (57%).

##### Argument historyczny
John Boswell w swojej książce „Same-Sex Unions in Premodern Europe” opisał adelphopoiesis, chrześcijańskie braterstwo duchowe, jako formę małżeństwa homoseksualnego.

#### Argument dobra dzieci
Sąd Najwyższy USA w swoim wyroku w 2015 zwrócił uwagę na fakt, iż wiele par osób tej samej płci tworzy kochające i przyjazne domy dla swoich dzieci, biologicznych czy adoptowanych, a setki tysięcy dzieci są wychowywane przez pary osób tej samej płci. Przez odmawianie parom osób tej samej płci prawa do zawarcia małżeństwa stoi zatem w konflikcie z jednym z centralnych założeń małżeństwa. Sąd zwraca uwagę na to, że bez uznania, stabilności i przewidywalności, które małżeństwo oferuje, dzieci par homoseksualnych mogą cierpieć z powodu stygmatyzacji, wiedząc, że ich rodzina w jakiś sposób mniej znaczy i że prawo, które broni małżeństwa parom osób tej samej płci, szkodzi i poniża dzieci par osób tej samej płci.

#### Argument poparcia społecznego
Związki partnerskie są uznawane w państwach otwartych, a zmiany społeczne są bardzo dynamiczne na korzyść możliwości zawierania małżeństw przez osoby tej samej płci, np. w Stanach Zjednoczonych poparcie dla związków osób tej samej płci wynosiło w roku 2006 – 37%, a w 2012 – 53%. W podobnym czasie, w Polsce poparcie dla małżeństw osób tej samej płci wzrosło w latach 2005–2013 z 22% do 30%.

#### Zarzuty wobec fałszywej argumentacji przeciwników
Opisywane są także przykłady przedstawiania fałszywych argumentów przez przeciwników małżeństw homoseksualnych. Przykłady obejmują:
- gubernatora Indiany Mike Pence, który stwierdził, że legalizacja takich małżeństw hamuje wzrost gospodarczy, czego nie potwierdzają zebrane dane statystyczne[227];
- słowa prawnika Genea Schaerra walczącego o utrzymanie zakazu uznania małżeństw w stanie Utah jakoby uznanie małżeństw osób homoseksualnych miało przyczynić się do wzrostu liczby aborcji[228];
- stwierdzenie polityka partii UKIP, Davida Silvestera, iż uznanie małżeństw osób tej samej płci jest winne powodziom w Wielkiej Brytanii[229];
- oraz inne cytaty[230][231].

#### Argument ochlokracji
Działacze społeczni na rzecz osób LGBT w Hongkongu oskarżyli władze o to, że popierają populistyczną ochlokrację (zepsutą formę demokracji) homofobicznych grup, tj. tyrańskie narzucanie mniejszościom ograniczeń wolności przez większość.

### Argumenty przeciw

#### Argumenty z definicji małżeństwa
W kręgach przeciwników kontrowersje wzbudza nazywanie małżeństwa osób tej samej płci małżeństwem. Zdaniem przeciwników, w generalnym ujęciu antropologicznym, którego wyrazem jest dotychczasowe prawo państwowe, m.in. w Polsce, gdzie według art. 1 § 1 Kodeksu rodzinnego i opiekuńczego, małżeństwo jest związkiem mężczyzny i kobiety.
Przeciwnicy uznania małżeństw osób tej samej płci stoją na stanowisku, że związek osób tej samej płci nie spełnia wymogów małżeństwa, gdyż ich zdaniem ma ono funkcję zrodzenia i wychowania własnego potomstwa. Przeciwnicy wyrażają też opinię, iż jedynie małżeństwa osób różnej płci są w stanie zapewnić dzieciom rozwój na płaszczyźnie emocjonalnej, społecznej, jak i zapewnić miłość i opiekę wychowawczą.

#### Argumenty religijne
Religie świata cechuje różne ustosunkowanie się do kwestii osób homoseksualnych, ich ślubów i małżeństw. W wielu stowarzyszeniach religijnych toczy się debata na temat odniesienia się do małżeństw osób tej samej płci. Krytycyzm i język w debacie ze strony niektórych wyznań lub organizacji religijnych, np. Kościoła katolickiego, jego dostojników i wyznawców bywa bardzo dosadny. Odniósł się do tego Arcybiskup Dublinu, Dr Diarmuid Martin, który stwierdził, że o ile małżeństwo jest tematem polemicznym, ludzie sprzeciwiający się małżeństwom osób tej samej płci używają języka, który jest „nie tylko jest dokuczliwy, lecz także upokarzający, obelżywy i niechrześcijański”.
Doktryna religijna Kościoła katolickiego, cerkwi prawosławnej, konserwatywnego luteranizmu, większości innych wyznań protestanckich, większości wyznań islamskich, judaizmu ortodoksyjnego, Świadków Jehowy, Kościoła mormońskiego, bahaizmu, hinduizmu i wielu sekt indyjskich głosi, iż małżeństwo jest uświęconym przez Boga związkiem kobiety i mężczyzny lub mężczyzny i kilku kobiet (w islamie). Jako przykład tych wyznań, Kościół katolicki jest przeciwny wprowadzaniu regulacji prawnych, zwłaszcza dotyczących małżeństw osób tej samej płci. Zdaniem tego kościoła związek ten jest zarezerwowany dla jednej kobiety i jednego mężczyzny, a jednym z jego głównych celów jest zrodzenie i wychowanie potomstwa. Ponadto Kongregacja Nauki Wiary Kościoła katolickiego oświadczyła w dokumencie z 2003, że małżeństwo zostało powołane przez Stwórcę, który ich zdaniem jest przeciwny idei uznania małżeństw osób tej samej płci. Niektóre kościoły (np. katolicki) uważają małżeństwo za ceremonię religijną, a według doktryny (np. Kościoła katolickiego), tylko jeden mężczyzna i jedna kobieta mogą zawierać małżeństwo. Według anglikańskiego arcybiskupa Yorku (Wielka Brytania), Johna Sentamu: nie jest rolą państwa definiowanie tego, czym jest małżeństwo. Zostało ono ustalone w tradycji i historii 'jako związek mężczyzny i kobiety’ i nie można tego zmieniać w ciągu jednego dnia, niezależnie od tego, jak potężną władzą się dysponuje. Arcybiskup ten, choć aprobuje związki partnerskie osób tej samej płci, przeciwstawił się nazywaniu ich małżeństwem, określając to próbą zmiany języka angielskiego. W apelu do rządu brytyjskiego stwierdził, że ministrowie nie mogą unieważniać (ang. overrule) Biblii i tradycji.

#### Argument braku poparcia społecznego
Argumentem przeciw przyznaniu praw do zawarcia ślubu i uznawaniu prawnie związków małżeńskich osób tej samej płci jest też brak poparcia społecznego na poparcie którego przedstawiane są wyniki niektórych sondaży opinii społecznych. Podczas badania Ipsos w 2015 roku na temat poparcia dla postulatu prawnego uznania związków jednopłciowych w Rosji stwierdzono, że większość (66%) była temu przeciwna. Natomiast w Polsce 32% było przeciw, 13% było niezdecydowanych, 21% było za uznaniem małżeństw jednopłciowych oraz 35% było przeciw małżeństwom osób tej samej płci, ale za innego rodzaju uznaniem prawnym takich związków. W sumie w Polsce 56% było za jakąś formą prawnego uznania związków osób tej samej płci. Wśród osób badanych w 23 krajach 18% z nich było przeciw prawnemu uznaniu związków jednopłciowych w jakikolwiek sposób, natomiast 65% było za.

#### Argument stałości związków
Osoby przeciwne uznaniu małżeństw osób tej samej płci często twierdzą, iż osoby homoseksualne mają gorsze predyspozycje do zawiązywania więzi społecznych, które przez swoją homoseksualność są ich zdaniem niezdolne do zawarcia stałego związku małżeńskiego, gdyż ich zdaniem małżeństwo jest zespoleniem na całe życie. Najnowsze badania wskazują jednak na to, że małżeństwa dwóch mężczyzn rzadziej kończą się rozwodem (14%) niż małżeństwa heteroseksualne(16%).

### Nastawienie społeczne

#### Stowarzyszenia naukowe
Antropolodzy związani z Amerykańskim Towarzystwem Antropologicznym w 2004 przedstawili wnioski swoich badań w następującym oświadczeniu:

Wyniki badań antropologicznych nad gospodarstwami domowymi, stosunkami pokrewieństwa i rodziną, jakie były przeprowadzone na różnych kulturach, przez więcej niż okres jednego wieku, nie dostarczają żadnego wsparcia dla poglądu, iż cywilizacja lub zdolność do przeżycia społeczeństwa zależy od małżeństwa utrzymywanego wyłącznie jako instytucji heteroseksualnej. Antropologiczne badania raczej popierają tezę, iż szeroki wachlarz różnych typów rodzin, w tym rodzin opartych o związki osób tej samej płci, może przyczyniać się do stabilizacji i humanizacji społeczeństw.

Również członkowie Amerykańskiego Towarzystwa Psychoanalitycznego, określają prawo do małżeństwa jako fundamentalne prawo człowieka bez względu na orientację seksualną:

Ponieważ małżeństwo jest podstawowym prawem człowieka i indywidualnym wyborem każdej osoby uznajemy, że państwo nie może w negatywny sposób ingerować w pary osób tej samej płci, które zdecydowały się zawrzeć związek małżeński i powinno oferować im pełną równość praw i obowiązków poprzez możliwość zawarcia takiego związku.

Starania o legalizację cywilnych małżeństw tej samej płci poparło również Amerykańskie Towarzystwo Psychiatryczne:

Amerykańskie Towarzystwo Psychiatryczne popiera wprowadzenie małżeństw osób tej samej płci z wszystkimi prawami, przywilejami i obowiązkami, które ono niesie i sprzeciwia się jakimkolwiek ograniczeniom w przyznawaniu tych samych praw, przywilejów i obowiązków.

Amerykańskie Towarzystwo Psychologiczne opowiedziało się za eliminacją dyskryminacji prawnej osób będących w związkach homoseksualnych w praktyce terapeutycznej, badaniach i edukacji:

Amerykańskie Towarzystwo Psychologiczne bierze na siebie rolę lidera w walce z jakąkolwiek dyskryminacją prawną związków osób tej samej płci. Jednocześnie, Towarzystwo aktywnie zachęca psychologów do eliminacji tej dyskryminacji w praktyce terapeutycznej, badaniach i edukacji („Ethical Principles,” 2002, s. 1063). Towarzystwo będzie zapewniać naukowe źródła informacji w społecznej dyskusji związanej z orientacją seksualną i małżeństwami osób tej samej płci.

Podobne do wyżej wymienionych organizacji stanowisko zajęli socjologowie zrzeszeni w Amerykańskim Towarzystwie Socjologicznym, którzy ograniczanie definicji małżeństwa do związku kobiety i mężczyzny nazywają celową dyskryminacją osób homoseksualnych:

- W związku z faktem, że Amerykańskie Towarzystwo Socjologiczne (ASA) zrzesza socjologów badających m.in. kwestie związane z płcią i genderem, seksualnością, rodziną, dziećmi, religią, kulturą i społecznymi systemami nierówności oraz ich konsekwencjami,
- w związku z faktem, że celem ASA jest rozwój socjologii jako dyscypliny naukowej i profesji służącej dobru społecznemu,
- w związku z faktem, że poprawka konstytucyjna definiująca małżeństwo jako związek kobiety i mężczyzny celowo dyskryminuje lesbijki i gejów, jak również ich dzieci i osoby będące pod ich opieką, przez odmowę dostępu do ochrony, przywilejów i obowiązków przyznawanych automatycznie parom małżeńskim,
- uważając, że oficjalne uzasadnienie proponowanej poprawki oparte jest na uprzedzeniach, a nie badaniach naukowych,
- biorąc pod uwagę, że badania socjologiczne wielokrotnie pokazały, że systemy nierówności niszczą dobro społeczne,
- stwierdzamy, co następuje: Amerykańskie Towarzystwo Socjologiczne mocno sprzeciwia się proponowanej poprawce konstytucyjnej definiującej małżeństwo jako związek między mężczyzną a kobietą.

#### Opinia społeczna
Ludzie młodsi i lepiej wykształceni stosunkowo częściej popierają małżeństwa tej samej płci. W niektórych państwach część sondaży pokazało, że większość osób popiera legalizację małżeństw jednopłciowych.
W wielu krajach organizowane są akcje społeczne uświadamiające obywateli o sytuacji osób homoseksualnych. Ma to na celu skonsolidowanie poparcia społeczeństwa na rzecz reform prawnych równouprawniających osoby homoseksualne i związki osób tej samej płci.
Według badania PBS przeprowadzonego w Polsce w październiku 2013 i zleconego przez Kampanię Przeciw Homofobii i „Gazetę Wyborczą”, 40% badanych osób jest dziś w Polsce za prawem do związków partnerskich dla osób homoseksualnych, poziom akceptacji małżeństw jednopłciowych wyniósł 30%, natomiast 17% Polaków popiera adopcję przez pary tej samej płci.
W niektórych krajach, w których przeprowadzono badania na temat poparcia dla równouprawnienia małżeństw, znaczna część osób nie miała zdania na temat małżeństw osób tej samej płci, np. w Japonii (35%), Turcji (29%) i Indiach (24%).

##### Polska
Jak wynika z ogólnopolskiego badania postaw wobec równości małżeńskiej przeprowadzonego w Polsce w maju 2015 przez PBS na zlecenie stowarzyszenia Miłość Nie Wyklucza, 55% badanych Polaków i Polek popiera wprowadzenie jakiejś formy regulacji prawnych dla par osób tej samej płci (umów notarialnych, związków partnerskich lub małżeństw), przy czym 37% ankietowanych deklaruje poparcie dla związków partnerskich, a 29% pełnej równości małżeńskiej w Polsce.
Według sondażu przeprowadzonego przez IPSOS dla OKO.press w czerwcu 2017 roku 52% Polek i Polaków popiera wprowadzenie związków partnerskich dla par homoseksualnych (przeciw 43%), małżeństwa jednopłciowe popiera 37% ankietowanych (przeciw 57%), a 16% popiera adopcję przez pary tej samej płci (przeciw 80%).
W sondażu przeprowadzonym dla „Rzeczpospolitej” w czerwcu 2018 roku 59% ankietowanych poparło uznanie małżeństw osób tej samej płci zawartych za granicą.

##### USA
W Stanach Zjednoczonych prowadzone są kampanie „Freedom to Marry”, „Marriage Equality USA” i innych organizacji równościowych mających na celu szerzenie zrozumienia dla sytuacji osób homoseksualnych. W Polsce podczas światowego dnia „wychodzenia z szafy” 11 października 2013, stowarzyszenie Miłość Nie Wyklucza ogłosiło inicjatywę zmierzającą do ustanowienia małżeństw tej samej płci w Polsce, z równią praw, włączając adopcję.

#### Orzecznictwa sądowe
W marcu 2012 Europejski Trybunał Praw Człowieka powtórzył swoje stanowisko z czerwca 2010, że Europejska konwencja praw człowieka nie wymaga od rządów państw członkowskich wprowadzenia małżeństw homoseksualnych.
Od 2015 związki osób tej samej płci uznawane są w większości krajów Europy. Wtedy też osiągnięto konsensus europejski (European consensus), czyli europejski margines uznaniowości (margin of appreciation lub margin of state discretion), w sprawie uznania związków osób tej samej płci. Na ten doktrynę tego marginesu powoływali swoje wyroki sędziowie ETPC w wyrokach Schalk i Kopf przeciw Austrii w 2010 oraz Parry przeciw Wielkiej Brytanii w 2006, oraz R. i F. v. przeciwko Wielkiej Brytanii w tym samym roku. W sprawie Heli Hämäläinen przeciwko Finlandii 16 lipca 2014 Trybunał uznał nie można powiedzieć, że istnieje europejski konsensus dotyczący zezwolenia na małżeństwa osób tej samej płci. Nie ma także konsensusu w tych Państwach, które nie zezwalają na małżeństwa osób tej samej płci, co do tego jak uregulować uznanie płci w sytuacji wcześniej istniejącego małżeństwa. Większość Państw członkowskich nie ma żadnych regulacji o uznaniu płci.
W lipcu 2015 w sprawie Oliari i inni przeciwko Włochom, sąd nałożył obowiązek zapewnienia prawnego uznania par osób tej samej płci (nie małżeństw). W grudniu 2017 w sprawie transkrypcji aktów małżeństwa zawartych za granicą, sąd nakazał Włochom uznanie małżeństw zawartych za granicą: jednego w USA, dwóch w Holandii, i trzech zawartych w Kanadzie.

#### Duchowni i teologowie
Stosunek duchownych do małżeństw osób tej samej płci bardzo różni się w zależności od religii, a także denominacji.

##### Buddyzm
Buddyści zen popierają małżeństwa osób tej samej płci. 6 marca 2014 poparcie dla małżeństw jednopłciowych ogłosił też przywódca duchowy buddyzmu tybetańskiego XIV Dalajlama Tenzin Gjaco.

##### Chrześcijaństwo
Polski kościół rzymskokatolicki nazywa małżeństwa osób tej samej płci związkami monopłciowymi.  W 2010 roku Benedykt XVI nazwał małżeństwa jednopłciowe najbardziej podstępnym i największym zagrożeniem dla obecnego świata. W 2013 roku szef Papieskiej Rady Rodziny oświadczył: przyznajmy prawa cywilne związkom nierodzinnym, a małżeństwa jednopłciowe są błogosławione m.in. w większości państw Europy przez niektóre Kościoły protestanckie i starokatolickie, a także przez Ewangelicko-Luterański Kościół w Kanadzie, Kościół Episkopalny w Stanach Zjednoczonych, Zjednoczony Kościół Chrystusa czy Reformowany Kościół Katolicki w Polsce. W lutym 2011 roku 240 niemieckojęzycznych katolickich teologów uniwersyteckich z różnych krajów wyraziło poparcie dla większego poszanowania związków osób homoseksualnych.

##### Hinduizm
Hinduizm stoi zwykle w opozycji do uznania par osób tej samej płci, poza liberalnymi hinduistami.

##### Islam
Główne wyznania muzułmańskie opierają się uznaniu par osób tej samej płci, jednak liberalne odłamy islamu akceptują i błogosławią małżeństwa osób tej samej płci.

##### Judaizm
Małżeństwa homoseksualne są akceptowane przez konserwatywnych żydów w USA oraz reformowane i liberalne odłamy judaizmu, które błogosławią małżeństwa osób tej samej płci, jednak sprzeciwiają się ich uznaniu przywódcy judaizmu ortodoksyjnego.

## Poparcie społeczne

### Raport ILGA
W październiku 2016 ILGA opublikowała raport na temat stosunku społeczeństwa wobec osób LGBT+ w 54 krajach, oparty o badanie opinii publicznej przeprowadzone na grupie 96 331 respondentów przez 60 dni w każdym z nich na co grupie co najmniej 700 osób (przy czym Australia, Nowa Zelandia i Fiji nie przekroczyły pułapu respondentów). Jednym z pytań jest kwestia uznania małżeństw osób tej samej płci. Uwaga: wyniku zaokrąglania do liczb pierwszych (%), wyniki sondy nie zawsze dają sumę 100% (czasami 99% lub 101%).
| Kraj                         | Za  | Przeciw | Nie wiedzą/Obojętni/Nie dali odpowiedzi/Inne |
| ---------------------------- | --- | ------- | -------------------------------------------- |
| Algieria                     | 10% | 71%     | 20%                                          |
| Arabia Saudyjska             | 18% | 58%     | 24%                                          |
| Argentyna                    | 57% | 25%     | 18%                                          |
| Australia                    | 56% | 26%     | 18%                                          |
| Boliwia                      | 56% | 26%     | 18%                                          |
| Brazylia                     | 39% | 36%     | 25%                                          |
| Chile                        | 48% | 32%     | 20%                                          |
| Chiny                        | 31% | 30%     | 39%                                          |
| Chorwacja                    | 36% | 44%     | 20%                                          |
| Dominikana                   | 23% | 54%     | 23%                                          |
| Egipt                        | 16% | 58%     | 26%                                          |
| Ekwador                      | 27% | 49%     | 24%                                          |
| Filipiny                     | 25% | 52%     | 24%                                          |
| Francja                      | 41% | 30%     | 29%                                          |
| Ghana                        | 20% | 60%     | 20%                                          |
| Hiszpania                    | 63% | 20%     | 17%                                          |
| Holandia                     | 64% | 19%     | 17%                                          |
| Indie                        | 35% | 35%     | 30%                                          |
| Indonezja                    | 14% | 69%     | 17%                                          |
| Irak                         | 22% | 50%     | 28%                                          |
| Irlandia                     | 64% | 18%     | 18%                                          |
| Izrael                       | 49% | 27%     | 24%                                          |
| Jamajka                      | 16% | 54%     | 30%                                          |
| Japonia                      | 33% | 27%     | 40%                                          |
| Jordania                     | 14% | 62%     | 23%                                          |
| Kanada                       | 54% | 26%     | 20%                                          |
| Kazachstan                   | 12% | 66%     | 21%                                          |
| Kenia                        | 21% | 62%     | 17%                                          |
| Kolumbia                     | 35% | 45%     | 19%                                          |
| Kostaryka                    | 33% | 30%     | 26%                                          |
| Malezja                      | 30% | 47%     | 23%                                          |
| Maroko                       | 14% | 65%     | 21%                                          |
| Meksyk                       | 42% | 31%     | 27%                                          |
| Nigeria                      | 21% | 62%     | 18%                                          |
| Nikaragua                    | 28% | 43%     | 29%                                          |
| Nowa Zelandia                | 57% | 22%     | 21%                                          |
| Pakistan                     | 30% | 51%     | 19%                                          |
| Peru                         | 29% | 43%     | 27%                                          |
| Polska                       | 30% | 45%     | 25%                                          |
| Południowa Afryka            | 40% | 34%     | 26%                                          |
| Portugalia                   | 53% | 27%     | 21%                                          |
| Rosja                        | 13% | 66%     | 20%                                          |
| Turcja                       | 17% | 59%     | 23%                                          |
| Serbia                       | 21% | 55%     | 24%                                          |
| Stany Zjednoczone            | 46% | 31%     | 24%                                          |
| Trynidad i Tobago            | 15% | 63%     | 22%                                          |
| Uganda                       | 23% | 54%     | 23%                                          |
| Ukraina                      | 13% | 60%     | 27%                                          |
| Wenezuela                    | 32% | 42%     | 25%                                          |
| Wielka Brytania              | 48% | 29%     | 23%                                          |
| Wietnam                      | 45% | 25%     | 30%                                          |
| Włochy                       | 43% | 35%     | 22%                                          |
| Zimbabwe                     | 19% | 59%     | 22%                                          |
| Zjednoczone Emiraty Arabskie | 19% | 59%     | 22%                                          |

### Sondy
| Kraj            | Sondażownia                                 | Rok  | Źródło          | Za    | Przeciw | Nie wiedzą/Obojętni/Nie dali odpowiedzi/Inne |
| --------------- | ------------------------------------------- | ---- | --------------- | ----- | ------- | -------------------------------------------- |
| Austria         | Market/ORF                                  | 2014 | [ 284 ] [ 285 ] | 73%   | 24%     | 3%                                           |
| Belgia          | Ipsos                                       | 2013 | [ 286 ]         | 67%   | 21%     | 12%                                          |
| Bułgaria        | Eurobarometr                                | 2006 | [ 287 ]         | 15%   | 65%     | 20%                                          |
| Chorwacja       | Pilar's barometer                           | 2014 | [ 288 ]         | 17%   | 61%     | 1% – nie dało odpowiedzi; 21% – Obojętni     |
| Cypr            | SIGMALIVE                                   | 2014 | [ 289 ]         | 36,7% | 56,8%   | 6,5%                                         |
| Czechy          | Jsme fér                                    | 2018 | [ 290 ]         | 75%   | 19%     | 6%                                           |
| Dania           | YouGov                                      | 2012 | [ 291 ]         | 79%   | 16%     | 6%                                           |
| Estonia         | ASi                                         | 2012 | [ 292 ]         | 34%   | 60%     | 6%                                           |
| Finlandia       | Taloustutkimus                              | 2014 | [ 293 ]         | 65%   | 27%     | 8%                                           |
| Francja         | Ifop                                        | 2014 | [ 294 ]         | 68%   | 32%     | 0%                                           |
| Grecja          | Focus Bari                                  | 2015 | [ 295 ]         | 56%   | 35%     | 9%                                           |
| Hiszpania       | Ipsos                                       | 2013 | [ 286 ]         | 76%   | 18%     | 6%                                           |
| Holandia        | Ifop                                        | 2013 | [ 296 ]         | 85%   | –       | –                                            |
| Irlandia        | RedC                                        | 2014 | [ 297 ]         | 76%   | 19%     | 5%                                           |
| Litwa           | RAIT                                        | 2014 | [ 298 ]         | 8%    | 82%     | 10%                                          |
| Luksemburg      | Politmonitor                                | 2013 | [ 299 ]         | 82%   | 17%     | 1%                                           |
| Łotwa           | Eurobarometr                                | 2006 | [ 287 ]         | 12%   | 77%     | 7%                                           |
| Malta           | MaltaToday                                  | 2012 | [ 300 ]         | 46%   | 51%     | 3%                                           |
| Niemcy          | YouGov                                      | 2015 | [ 301 ]         | 65%   | 28%     | 7%                                           |
| Norwegia        | Ipsos                                       | 2013 | [ 286 ]         | 78%   | 17%     | 4%                                           |
| Polska          | Ipsos                                       | 2019 | [ 302 ]         | 41%   | 54%     | 5%                                           |
| Polska          | United Surveys                              | 2024 | [ 303 ]         | 50%   | 41%     | 9%                                           |
| Portugalia      | Eurosondagem                                | 2010 | [ 304 ]         | 52%   | 43%     | 5%                                           |
| Rumunia         | Eurobarometr                                | 2006 | [ 287 ]         | 11%   | 79%     | 10%                                          |
| Rosja           | Rosyjskie Centrum Badania Opinii Społecznej | 2013 | [ 305 ]         | 4%    | 86%     | 10%                                          |
| Słowacja        | Eurobarometr                                | 2006 | [ 287 ]         | 19%   | 81%     | 0%                                           |
| Słowenia        | Delo                                        | 2015 | [ 306 ]         | 59%   | 37%     | 4%                                           |
| Szwecja         | Ipsos                                       | 2013 | [ 286 ]         | 81%   | 14%     | 4%                                           |
| Szwajcaria      | Ifop                                        | 2013 | [ 296 ]         | 63%   | –       | –                                            |
| Tajwan          | Trend Survey and Research                   | 2016 | [ 307 ]         | 51,7% | 43,3%   | 5%                                           |
| Ukraina         | Gay Alliance of Ukraine                     | 2013 | [ 308 ]         | 9%    | 62%     | 12% 17% przyzwoliłoby na wyjątki.            |
| Węgry           | Ipsos                                       | 2014 | [ 309 ]         | 31%   | 51%     | 19%                                          |
| Wielka Brytania | BBC Radio 5                                 | 2014 | [ 310 ]         | 68%   | 26%     | 6%                                           |
| Włochy          | Piepoli                                     | 2015 | [ 311 ]         | 51%   | 41%     | 8%                                           |

## Odniesienie się państwa

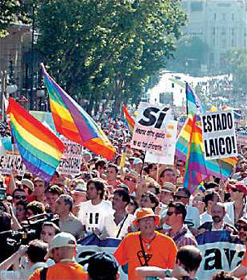
Demonstracja walczących o prawa mniejszości seksualnych w 2005 w Madrycie

### Ustawa o małżeństwach

#### Hiszpania
W styczniu 2004 po wygranych wyborach premier José Luis Rodríguez Zapatero potwierdził chęć legalizacji małżeństw osób tej samej płci w Hiszpanii. 1 października 2004 rząd zatwierdził projekt ustawy i przesłał go do parlamentu. Ostateczne uchwalenie ustawy nastąpiło 30 czerwca 2005, ustawa zaś weszła w życie 3 dni później. Król Hiszpanii Juan Carlos okazał wsparcie nowemu prawu, podpisując ustawę tego samego dnia, kiedy trafiła ona na jego biurko. Zgodnie z prawem na złożenie podpisu ma 30 dni.

#### Argentyna
W lipcu 2010 Zgromadzenie Narodowe Argentyny przyjęło ustawę o legalizacji małżeństw osób tej samej płci. Jest to tym samym pierwszy kraj południowoamerykański, w którym związki małżeńskie mogą być zawierane bez względu na płeć małżonków. Ustawa zostało przyjęta pomimo bardzo ostrych protestów i manifestacji politycznych organizowanych przez katolicki Episkopat Argentyny. Prawo argentyńskie nadaje wszystkim małżeństwom te same obowiązki i przywileje, włączając w to możliwość adopcji dzieci przez małżeństwo osób tej samej płci.

#### Nowa Zelandia
Małżeństwa osób tej samej płci są legalne w Nowej Zelandii od 19 sierpnia 2013 roku. Ustawa zezwalająca na małżeństwa osób tej samej płci została przyjęta przez parlament 17 kwietnia 2013 roku i podpisana przez gubernatora generalnego 19 kwietnia.

#### Luksemburg
Parlament przyjął ustawę umożliwiającą zawieranie małżeństw jednopłciowych i adopcję przez nie dzieci 18 czerwca 2014 roku. Prawo weszło w życie 1 stycznia 2015 roku.

#### Finlandia
28 listopada 2014 fiński parlament przyjął ustawę dotyczącą małżeństw jednopłciowych. Nowe prawo zrównuje prawa małżeństw jednopłciowych z różnopłciowymi i pozwala im na adopcję dzieci. Prawo weszło w życie 1 marca 2017.

### Zastąpienie związków partnerskich małżeństwami

#### Norwegia
Małżeństwa osób tej samej płci w Norwegii zalegalizowano w Norwegii 11 czerwca 2008. Prawo weszło w życie 1 stycznia 2009. Projekt zastąpienia dostępnych w kraju rejestrowanych związków partnerskich pojawił się w 2004. Norwegia stała się szóstym krajem w świecie i pierwszym skandynawskim z legalnymi małżeństwami jednopłciowymi.

### Reforma prawa małżeńskiego

#### Francja
Francja uznaje małżeństwa osób tej samej płci zawarte poza jej granicami na skutek orzeczenia sądu z 11 lipca 2008 podjętego w sprawie pary jednopłciowej, która zawarła małżeństwo w Holandii. W kwietniu 2013 Senat francuski (po uprzednim przegłosowaniu w Izbie Deputowanych) zatwierdził ustawę obejmującą jednolitym prawem małżeńskim zarówno pary płci przeciwnej, jak i tej samej płci. 17 maja ustawa o małżeństwach osób tej samej płci we Francji została uznana za zgodną z konstytucją, a prezydent Hollande podpisał ją dzień później.

#### Urugwaj
W kwietniu 2013 Parlament urugwajski zatwierdził nową ustawę o małżeństwie przyznającą takie same uprawnienia do wchodzenia w związki małżeńskie dla obywateli Urugwaju bez względu na płeć osób zawierających małżeństwo. Ustawa weszła w życie 5 sierpnia.

### Referendum o statusie małżeństwa
Kilka krajów przeprowadziło lub zamierza przeprowadzić referendum w kwestii formalnego uznania de facto małżeństw osób tej samej płci (wymienione w porządku alfabetycznym). Badanie ankietowe oparte o dane z Australii sugeruje, że homofobiczne treści kontrkampanii w debacie publicznej w trakcie takiego procesu mogło poskutkować zwiększeniem poziomu stresu, strachu i depresji u osób homoseksualnych, zwłaszcza tych które odczuwały niedostatek wsparcia społecznego.

#### Australia
Premier Australii Malcolm Turnbull początkowo zadeklarował, że referendum w sprawie uznania małżeństw osób tej samej płci będzie zorganizowane przed końcem 2016 r., jednak w sierpniu 2016 r. ogłosił, iż to referendum odbędzie się w Australii w 2017.
W roku 2017 odbyło się referendum w którym zadano jedno pytanie: "Czy należy zmienić prawo małżeńskie, aby umożliwić małżeństwa parom tej samej płci?". W referendum wzięło udział około 79,5% uprawnionych do głosowania, 61,6% zagłosowało za małżeństwami osób tej samej płci.

#### Chorwacja
W maju 2013 inicjatywa obywatelska w Chorwacji zebrała 750 tysięcy podpisów pod wnioskiem o referendum w sprawie wprowadzenia do konstytucji zapisu o tym, iż małżeństwo to związek kobiety i mężczyzny. 1 grudnia 2013 w Chorwacji odbyło się referendum, w którym zostało zadane pytanie:

Czy jesteś za tym, aby do Konstytucji Republiki Chorwacji wprowadzono przepis, który definiuje małżeństwo jako związek kobiety i mężczyzny?

 W referendum ponad 65% głosujących odpowiedziało pozytywnie.

#### Irlandia
Z inicjatywy rządu, 22 maja 2015 odbyło się referendum w sprawie uznania małżeństw osób tej samej płci. Obywateli zapytano, czy zgadzają się z następującym stwierdzeniem:

Małżeństwo mogłoby zostać zawarte przez dwie osoby, bez rozróżniania ich płci.

Frekwencja w referendum wyniosła 60,52%, 62,07% głosów było na tak, 37,93% na nie. Głosy nieważne stanowiły 0,71% wszystkich oddanych głosów.

#### Słowacja
7 lutego 2015 na Słowacji odbyło się referendum w sprawie wprowadzenia prawnego zakazu uznawania małżeństw osób tej samej płci. Inicjatorem głosowania była organizacja Aliancia za rodinu (Sojusz na rzecz rodziny). Zebrała ok. 400 tysięcy podpisów pod wnioskiem o referendum.
W dniu referendum frekwencja wyniosła 21,4% (nie było jednak ważne z perspektywy prawa, ponieważ prawomocność referendum wymagałaby oddania swojego głosu przez co najmniej połowę uprawnionych). Referendum odbyło się w atmosferze bojkotu ze strony społecznie liberalnej części społeczeństwa oraz błogosławieństwa papieża Franciszka. Spośród tych, którzy głosowali, 94,50% opowiedziało się za nazywaniem małżeństwem tylko związek kobiety i mężczyzny.

#### Słowenia
W dniach 17–19 grudnia 2015 w Słowenii odbyło się referendum w kwestii uznanie małżeństw osób tej samej płci. Inicjatorem były środowiska prawicowe wspierane przez Kościół katolicki i Papieża Franciszka, występujące pod nazwą ‘Za otoke gre’. Organizacja ‘Za otoke gre’ posługiwała się zdyskredytowanymi badaniami na temat rzekomych negatywnych skutków rodzicielstwa osób LGBT.
Pomimo rządowej próby zablokowania referendum, godzącego w prawa człowieka, Sąd Konstytucyjny Słowenii zezwolił na jego przeprowadzenie. Wynikiem 63,51% do 36,49%, uznanie małżeństw osób tej samej płci zostało odrzucone. W 2017 r. weszły w życie nowe regulacje umożliwiające zawieranie związków partnerskich (partnerska zveza), które zastąpiły wcześniejsze przepisy z 2005 r. W światowych mediach zostały one jednak mylnie przedstawione jako umożliwiające małżeństwa jednopłciowe.

### Legalizacja na poziomie lokalnym

#### Kanada

Prowincje i terytoria Kanady, które zalegalizowały małżeństwa jednopłciowe przed ich legalizacją ogólnokrajową zaznaczono ciemniejszym kolorem.

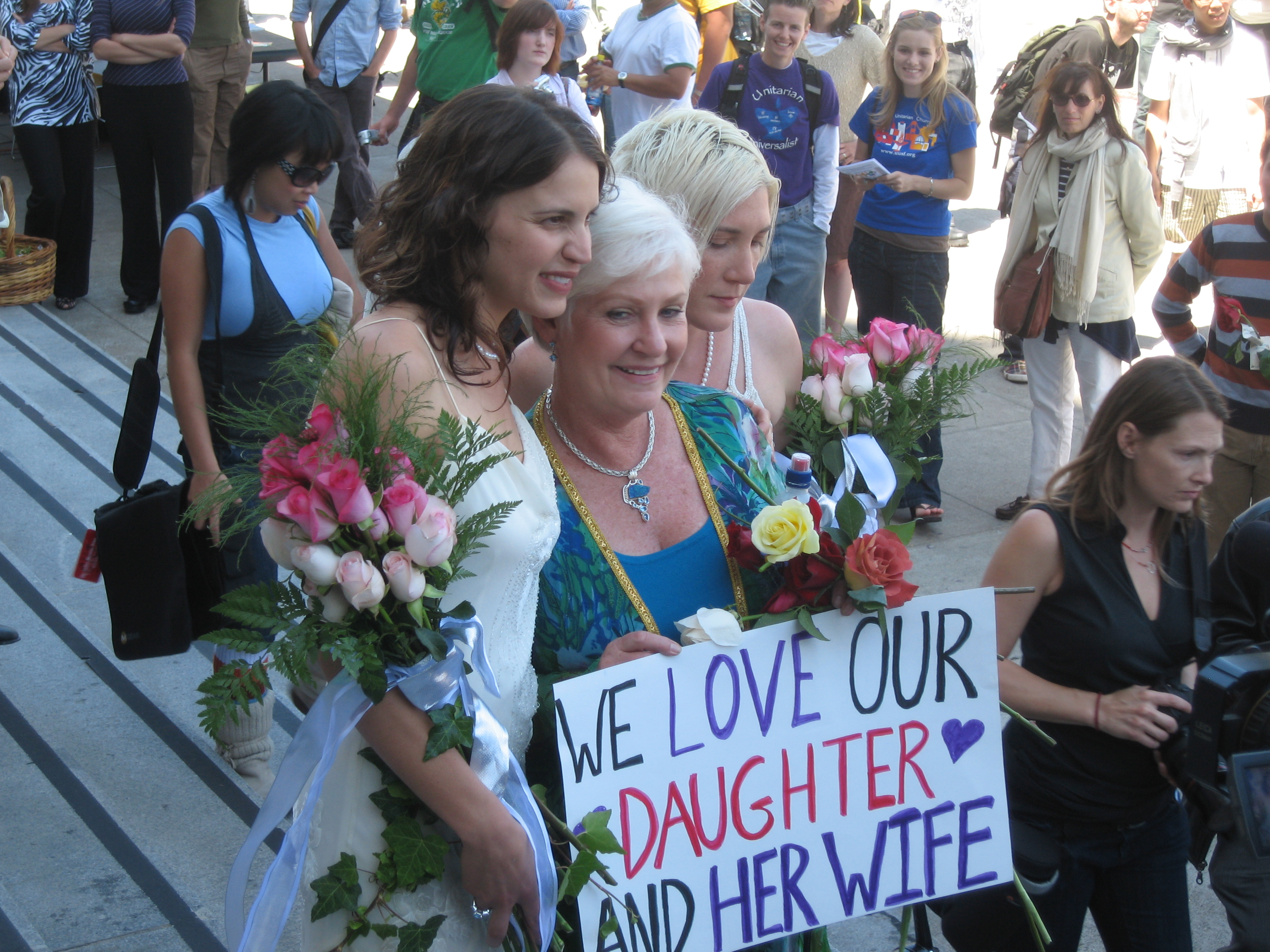
Matka wspierająca lesbijską córkę i jej żonę w USA.

20 lipca 2005 Kanada zalegalizowała małżeństwa osób tej samej płci na całym swoim terytorium. Przed legalizacją krajową, w latach 2003–2005, legalizacji regionalnej dokonały następujące prowincje i terytoria: Kolumbia Brytyjska, Quebec, Jukon, Manitoba, Nowa Szkocja, Saskatchewan, Nowa Fundlandia i Labrador i Nowy Brunszwik.

#### Meksyk
Małżeństwa jednopłciowe są legalne w mieście Meksyk (2010) oraz w stanach Quintana Roo (2012) i Coahuila (2014). Małżeństwa te są uznawane w całym kraju. Ustawa zmieniająca definicję małżeństwa w Kodeksie cywilnym na neutralną płciowo w Dystrykcie Federalnym Meksyku została przyjęta w 2009, a zatwierdzona w marcu 2010. 5 sierpnia 2010 meksykański Sąd Najwyższy potwierdził zgodność ustawy z konstytucją kraju, a 10 sierpnia orzekł, że jednopłciowe małżeństwa zawarte na mocy tego prawa muszą być uznawane w całym państwie. 16 sierpnia Sąd podtrzymał prawo małżeństw jednopłciowych do adopcji dzieci. Od 2012 małżeństwa jednopłciowe są także legalne w stanie Quintana Roo.
W 2015 Sąd Najwyższy Meksyku uznał zakazy zawierania małżeństw w stanach za niekonstytucyjne, w efekcie umożliwiając zawieranie małżeństw w całym kraju.

#### Stany Zjednoczone
Małżeństwo osób tej samej płci
     Uznawanie małżeństw osób tej samej płci zawartych za granicą
     Oczekuje na dostosowanie prawa do decyzji sądowej
     Rejestrowane związki partnerskie
     Nieuznawane

Status prawny związków osób tej samej płci w Ameryce Północnej:
Małżeństwo osób tej samej płci
Uznawanie małżeństw osób tej samej płci zawartych za granicą
Oczekuje na dostosowanie prawa do decyzji sądowej
Rejestrowane związki partnerskie
Nieuznawane

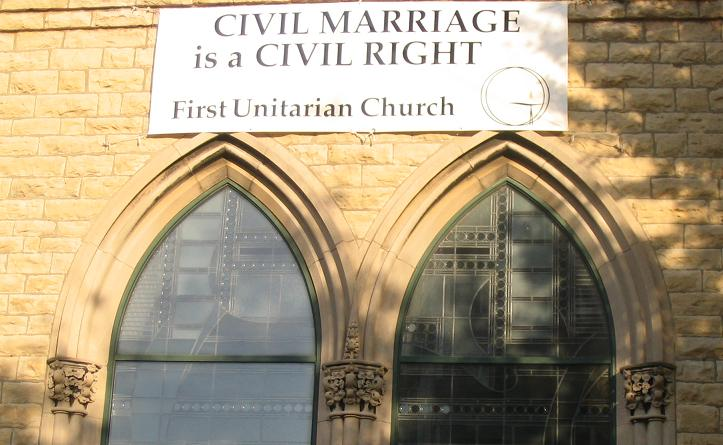
Niektóre amerykańskie kościoły jak Unitarian Universalist Association popierające małżeństwa osób tej samej płci błogosławią je w swoich świątyniach.

Uznanie małżeństw osób tej samej płci w całych Stanach Zjednoczonych było procesem zapoczątkowanym przez uznanie w Dystrykcie Kolumbii. Do czasu uznania w całym kraju, pary homoseksualne mogły zawierać ślub w następujących stanach:
- - Dystrykt Kolumbii (2010)[348] i stanach:
  -  Massachusetts (2004)[349]
  -  Connecticut (2008)[350]
  -  Kalifornia (16 czerwca do 19 listopada 2008[351] i od 26 czerwca 2013[352])
  -  Iowa (2009)[353]
  -  Vermont (2009)[354]
  -  New Hampshire (2010)[355]
  -  Nowy Jork (2011)[356]
  -  Waszyngton (2012)[357]
  -  Maine (2012)[358]
  -  Maryland (2013)[359]
  -  Delaware (2013)[360]
  -  Rhode Island (2013)[361]
  -  Minnesota (2013)[362]
  -  New Jersey (2013)[363]
  -  Hawaje (2013)[364]
  -  Nowy Meksyk (2013)[365]
  -  Chihuahua (2015)
  -  Oregon (2014)[366]
  -  Pensylwania (2014)[367]
  -  Illinois (2014)[368][369]
  -  Indiana (2014)[370]
  -  Oklahoma (2014)[370]
  -  Utah (2014)[370]
  -  Wirginia (2014)[370]
  -  Wisconsin (2014)[370]
  -  Kolorado (2014)[371]
  -  Nevada (2014)[372]
  -  Wirginia Zachodnia (2014)[373]
  -  Karolina Północna (2014)[374]
  -  Alaska (2014)[375]
  -  Idaho (2014)[376]
  -  Arizona (2014)[377]
  -  Wyoming (2014)[378]
  -  Kansas (2014)[379]
  -  Montana (2014)[380]
  -  Karolina Południowa (2014)[381]
  -  Floryda (2015)[382]
  -  Alabama (2015)[383]
  -  Nebraska (2015)[384]

Również następujące plemiona Indian północnoamerykańskich uznały małżeństwa osób tej samej płci: Coquille, plemiona Ottawów z Little Traverse Bay, plemię Pokagon Indian Potawatomi, plemię Santa Ysabel, Suquamish, Skonfederowane Plemiona Rezerwatu Coleville, Plemiona Arapaho i Czejenów, plemię Leech Lake Indian Odżibwa, Puyallup, Wind River i Keweenaw Bay
W Stanach Zjednoczonych w latach 1996–2013 funkcjonowała ustawa Defense of Marriage Act (DOMA). Jej część, która definiowała małżeństwo jako związek kobiety i mężczyzny, została uznana za niekonstytucjonalną przez sędziów Sądu Najwyższego i uchylona 26 czerwca 2013. Poprawki uniemożliwiające zalegalizowanie małżeństw osób tej samej płci obowiązywały w stanach: Dakota Południowa, Dakota Północna, Georgia, Missisipi, Nebraska, Ohio i Tennessee. Poprawki tego typu zostały uznane za niezgodne z konstytucją w stanach: Teksas, Michigan, Arkansas, Kentucky, Floryda, Luizjana i Missouri (w mieście Saint Louis oraz w dwóch hrabstwach – Saint Louis i Jackson możliwe było zawieranie małżeństw), gdzie złożono apelację od wyroku.
25 czerwca 2014 sąd apelacyjny podtrzymał decyzję sądu niższej instancji o niekonstytucyjności zakazu małżeństw jednopłciowych w stanie Utah. Sprawa została skierowana do Sądu Najwyższego Stanów Zjednoczonych 6 października 2014 Sąd Najwyższy nakazał natychmiastowo udzielać licencji małżeńskich parom tej samej płci w 5 stanach (Indiana, Oklahoma, Utah, Wirginia i Wisconsin). Decyzja została też zastosowana do 6 innych stanów (Kansas, Karolina Południowa, Karolina Północna, Kolorado, Wirginia Zachodnia i Wyoming), które apelowały decyzje sądów niższej instancji w sprawie niekonstytucyjności małżeństw jednopłciowych. Dzień po decyzji sądu i w świetle nowych wytycznych prokurator generalny stanu Kolorado nakazał urzędom wdrażać procedury zawarcia związków osób tej samej płci, tym samym legalizując małżeństwa jednopłciowe na terenie stanu.
6 listopada 2014 roku okręgowy sąd apelacyjny anulował wyroki sądów rejonowych o niekonstytucyjności zakazu małżeństw jednopłciowych w stanach Kentucky, Michigan, Ohio i Tennessee. Ponieważ decyzją tą opinie sądów okręgowych zaczęły się różnic (wcześniej sądy w trzech innych okręgach wydały wyroki podtrzymujące niekonstytucyjność zakazów), strony zapowiedziały apelację do Sądu Najwyższego.
24 lutego 2004 prezydent USA, George W. Bush, wezwał do uchwalenia poprawki do konstytucji kraju zakazującej małżeństw par tej samej płci na poziomie federalnym. Senat obradował na ten temat w roku 2004, poprawkę odrzucił. Podobna poprawka została odrzucona w roku 2006.
9 maja 2012 prezydent Barack Obama ogłosił swoje poparcie dla małżeństw jednopłciowych. Jest pierwszym prezydentem USA, który pełniąc urząd, poparł legalizację małżeństw osób tej samej płci. Publicznie swoje poparcie ogłosili także: byli prezydenci Bill Clinton i Jimmy Carter, byli wiceprezydenci Dick Cheney i Al Gore, ówczesny wiceprezydent Joe Biden oraz byłe pierwsze damy Laura Bush i Hillary Clinton. Były prezydent George H.W. Bush i jego żona Barbara byli świadkami na ceremonii ślubnej dwóch lesbijek, ale żadne z nich publicznie nie poparło małżeństw jednopłciowych.

##### Massachusetts
W Massachusetts małżeństwa par tej samej płci zostały zalegalizowane 18 listopada 2003 na mocy decyzji Sądu Najwyższego Massachusetts w sprawie Goodridge przeciw Departamentowi Zdrowia Publicznego. Orzeczenie weszło w życie 17 maja 2004.

##### Iowa
30 sierpnia 2007 sąd hrabstwa Polk stanu Iowa wydał wyrok, w którym stwierdził, iż ograniczenie instytucji małżeństwa cywilnego dla par osób tej samej płci jest naruszeniem Konstytucji. Sprawę sądową wniosło i wygrało 6 par homoseksualnych domagających się możliwości zawarcia związków małżeńskich. Mniej niż 24 godziny później doszło do zawarcia pierwszego małżeństwa w historii stanu Iowa przez parę dwóch gejów Seana Fritza oraz Tima McQuillana. Jak się później okazało, para ta jako jedyna uzyskała status małżeństwa, gdyż śluby par osób tej samej płci zostały wstrzymane do czasu zajęcia stanowiska w tej sprawie przez Sąd Najwyższy Iowa. 3 kwietnia 2009 Sąd Najwyższy stanu Iowa podtrzymał decyzję sądu niższej instancji, legalizując małżeństwa jednopłciowe na terenie stanu.

##### Kalifornia

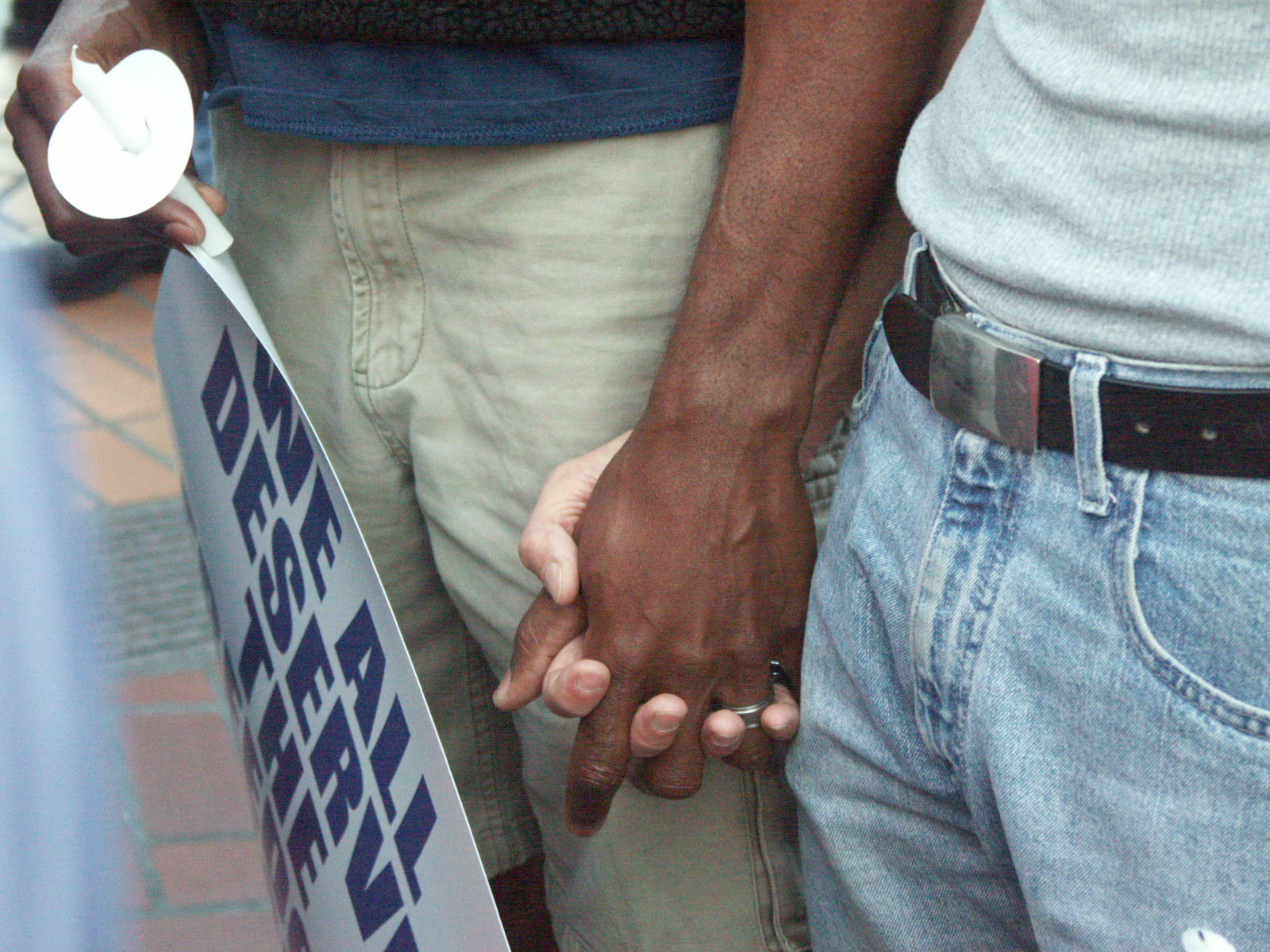
Para gejów trzymających się za ręce podczas marszu poparcia małżeństw osób tej samej płci w San Francisco w 2004.

7 września 2007 senat stanu Kalifornia uchwalił ustawę legalizującą małżeństwa osób tej samej płci, jednakże 12 października tego samego roku, zgodnie z wcześniejszymi zapowiedziami, ustawa została zawetowana przez gubernatora stanu Schwarzeneggera, wywodzącego się z Partii Republikańskiej, który już poprzednio zawetował podobną ustawę w 2005.
15 maja 2008 Sąd Najwyższy Kalifornii wydał orzeczenie, w którym stwierdził, iż ograniczanie małżeństwa do związku kobiety i mężczyzny jest dyskryminacją i narusza konstytucję stanu, w ten sposób legalizując małżeństwa osób tej samej płci w Kalifornii. Orzeczenie weszło w życie 14 czerwca 2008.
Jesienią 2008, przy okazji wyborów prezydenckich, przeprowadzono referendum (Proposition 8) w tej sprawie. Wyborcy zadecydowali o przywróceniu zakazu zawierania małżeństw osób tej samej płci.
W sierpniu 2010 Federalny Sąd Północnego Dystryktu Kalifornii ogłosił wyrok uznający konstytucyjną nielegalność referendum Proposition 8 z 2008. W uzasadnieniu wyroku stwierdzono, że Konstytucja USA, zapewniając równą ochronę praw obywateli, nie pozwala na prawne dyskryminowanie jednej grupy obywateli przez inna grupę. Sędzia Walker w uzasadnieniu wyroku powiedział m.in.: „W interesie państwa nie leży forsowanie prywatnych moralnych lub religijnych wierzeń bez uzasadnienia świeckiego celu i powodu”.
12 sierpnia 2010 decyzją sądu federalnego w San Francisco zapowiedziano przywrócenie małżeństw osób tej samej płci od 18 sierpnia 2010. 16 sierpnia 2010 sąd apelacyjny zawiesił wykonanie wyroku do czasu rozpatrzenia apelacji.
Od 26 czerwca 2013 w stanie Kalifornia małżeństwa jednopłciowe są ponownie legalne.

##### Connecticut
10 października 2008 Sąd Najwyższy stanu Connecticut orzekł, że pary tej samej płci powinny mieć prawo zawierać małżeństwa. Sąd orzekł, że pary homoseksualne nie mogą być obiektem dyskryminacji i powinny posiadać takie same prawa jak małżeństwa heteroseksualne.

### Niełatanie luk prawnych

#### Indie
Prawo cywilne w Indiach jednoznacznie nie zabrania małżeństw jednopłciowych. Co najmniej jedna para lesbijek pobrała się wykorzystując lukę w prawie. Legalizację małżeństw jednopłciowych popiera Partia Zwyczajnego Człowieka.

### Wyroki sądowe

#### Australia
12 października 2013 parlament Australijskiego Terytorium Stołecznego zezwolił na zawieranie związków małżeńskich w tym stanie. Prawo nie dotyczyło jedynie mieszkańców Canberry, ale całego państwa. Jednakże 12 grudnia 2013 Australijski Sąd Najwyższy cofnął obowiązujące prawo i unieważnił 27 zawartych małżeństw homoseksualnych.

#### RPA
30 listopada 2004 roku najwyższy sąd apelacyjny RPA orzekł, iż definicję małżeństwa należy rozszerzyć na pary tej samej płci. W odpowiedzi ówczesny rząd wniósł apelację od tej decyzji. 1 grudnia 2005 apelacja została odrzucona przez Sąd Konstytucyjny RPA, który podtrzymał swoje orzeczenie i dał rok na rozszerzenie definicji małżeństwa. 14 listopada 2006 parlament RPA zalegalizował małżeństwa osób tej samej płci.

#### Nepal
22 grudnia 2007 Sąd Najwyższy Nepalu nakazał rządowi tego kraju dopilnowanie przestrzegania obecnie obowiązujących uregulowań prawnych dotyczących mniejszości seksualnych i przyjęcie nowych regulacji dotyczących tej materii. Sąd Najwyższy wezwał m.in. do przestudiowania praw dotyczących małżeństw osób tej samej płci w innych krajach, aby przyjąć odpowiednie uregulowania w państwie. 17 listopada 2008 Sąd Najwyższy nakazał legalizację małżeństw osób tej samej płci.

#### Brazylia
Prawo do zawarcia małżeństwa przysługuje wszystkim parom jednopłciowym w Brazylii na mocy orzeczenia brazylijskiej Narodowej Rady Sprawiedliwości z 14 maja 2013, zgodnie z którym brazylijskie urzędy stanu cywilnego nie mogą odmawiać udzielenia ślubu parom homoseksualnym.
Stany Zjednoczone
26 czerwca 2015 Sąd Najwyższy Stanów Zjednoczonych w wyroku w sprawie Obergefell v. Hodges uznał zakaz małżeństw osób tej samej płci, jaki obowiązywał w niektórych stanach, za niezgodny z konstytucją.

#### Kolumbia
28 kwietnia 2016 kolumbijski Sąd Najwyższy wydał wyrok, zgodnie z którym małżeństwa osób tej samej płci stały się w Kolumbii legalne. W orzeczeniu napisano: „wszyscy ludzie mają wolność samodzielnego wyboru i założenia rodziny w zgodzie z własną orientacją seksualną [...] korzystając z równego traktowania na mocy konstytucji i prawa”.

#### Tajwan
24 maja 2017 sąd konstytucyjny Tajwanu wydał wyrok, w którym uznał przepis kodeksu cywilnego dopuszczający wyłącznie małżeństwa osób przeciwnej płci za niezgodny z Konstytucją. Sąd dał parlamentowi dwa lata na wprowadzenie odpowiednich zmian legislacyjnych. W przypadku niewprowadzenia takich zmian pary tej samej płci uzyskają prawo do zawarcia małżeństwa poprzez złożenie w urzędzie stanu cywilnego stosownego oświadczenia podpisanego przez co najmniej dwóch świadków.

## Psychologia
Małżeństwa osób tej samej płci są szczęśliwsze, niż osób różnej płci, według badania opublikowanego w 2019 r., potwierdzającego wnioski badania związków w Australii i Wielkiej Brytanii. W małżeństwach osób tej samej płci rzadziej, niż w małżeństwach heteroseksualnych, pojawiają się napięcia, niezrozumienia i rozgoryczenie.

## Znane małżeństwa osób tej samej płci

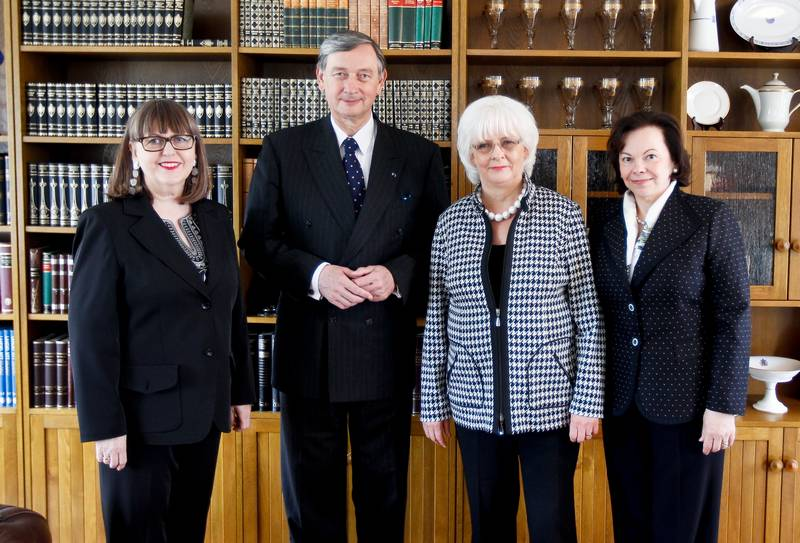
Jóhanna Sigurðardóttir (druga z prawej) z żoną Jóníną Leósdóttir (po lewej) podczas spotkania z Barbarą i Danilo Türkami.

W wykazie uwzględniono pierwsze małżeństwa osób tej samej płci w danym kraju oraz związki osób opisanych na Wikipedii:
- 15 listopada 2003 – Kolumbia Brytyjska – Ted Nebbeling (były minister rządu Kolumbii Brytyjskiej) oraz Jan Holmberg.
- 17 maja 2004 – Boston, Massachusetts, USA – Tanya McCloskey i Marcia Kadish, pierwsze małżeństwo osób tej samej płci zawarte w Stanach Zjednoczonych.
- 11 lipca 2005 – Madryt, Hiszpania – Carlos Baturín i Emilio Menéndez, pierwsze małżeństwo osób tej samej płci w Hiszpanii.
- 29 stycznia 2007 – Jerozolima, Izrael – Avi i Binyamin Rose, pierwsze zgłoszenie w USC małżeństwa osób tej samej płci w Izraelu. Para wzięła ślub w Kanadzie.
- 27 czerwca 2010 – Reykjavík, Islandia – Jóhanna Sigurðardóttir (premier Islandii w latach 2009–2013) i Jónína Leósdóttir (pisarka i dramaturg).
- 15 maja 2015 – Luksemburg (miasto), Luksemburg – Xavier Bettel (premier Luksemburga) i Gauthier Destenay (architekt)[424][425].